# Episodi di Toriko
Questa è la lista degli episodi di Toriko (トリコ?, Toriko), serie televisiva anime tratta dall'omonimo manga di Mitsutoshi Shimabukuro. L'adattamento, diretto da Akifumi Zako e prodotto della Toei Animation, è trasmesso su Fuji Television dal 3 aprile 2011. Il debutto della serie animata è stato festeggiato con la messa in onda, lo stesso giorno, di un cross-over speciale tra Toriko e One Piece.
Le sigle di apertura sono Guts Guts!! di Akira Kushida (ep. 1-98) e Go Shock My Way!! di Akira Kushida (ep. 99-147). Sono state utilizzate dieci sigle di chiusura: Satisfaction dei F.T. Island (ep. 1-25), Deli-Deli☆Delicious di Sea☆A (ep. 26-39), Sabrina di Leo Ieiri (ep. 40-50), Love Chase di Yamashita Tomohisa (ep. 52-62), Samba de Toriko di Hyadain (ep. 63-75), Lovely Fruit di Nana Mizuki (ep. 76-87), Niji di JUN SKY WALKER(S) (ep. 88-111), Tautology dei The dresscodes (ep. 112-123), Believe in Yourself! di Palet (ep. 124-135) e Mega Raba di Rurika Yokoyama (ep. 136-147).

## Lista episodi
| Nº  | Titolo italiano (traduzione letterale) Giapponese 「Kanji」 - Rōmaji | In onda           | In onda |
| Nº  | Titolo italiano (traduzione letterale) Giapponese 「Kanji」 - Rōmaji | Giapponese        |         |
| 1   | Arrivo sull'Isola Gourmet! Ecco Toriko, il Gourmet Hunter! - L'Unione più Forte! Distruzione! Rufy e Toriko 「上陸、グルメの島! 美食屋トリコ現る!・最強ダッグ奮闘、ルフィとトリコ」 - Jōriku, Gurume no Shima! Bishoku-ya Toriko Arawaru!・Saikyō Daggu! Huntō Rufi to Toriko | 3 aprile 2011     |         |
| 1   | Crossover tra One Piece e Toriko. |                   |         |
| 2   | Un mostro sconosciuto! Vai Toriko, cattura il gararadrillo! 「秘境の巨獣! トリコ、ガララワニを捕獲せよ!」 - Hikyō no Kyojū! Toriko, Gararawani wo Hokaku se yo! | 10 aprile 2011    |         |
| 2   | Toriko, il leggendario fornitore di alimenti di lusso, viene incaricato dai membri della IGO di catturare un Gararadrillo. Lo accompagna nell'avventura Komatsu, un promettente chef di un albergo di proprietà della IGO. I due iniziano il viaggio, dirigendosi verso l'arcipelago Baron, dove Toriko nota subito lo strano comportamento che tengono i normali predatori. Mentre esplorano la giungla, il gararadrillo si presenta minacciosamente alle loro spalle; tuttavia, Toriko riesce ad abbatterlo senza particolari difficoltà usando la sua tecnica "forchetta e coltello". Toriko decide di cucinare una parte della preda abbattuta, per assaggiare e gustare il sapore unico del gararadrillo. Dopo cena, poco prima del meritato riposo, Komatsu chiede a Toriko quale fosse il suo obiettivo di vita, e quest'ultimo dice di voler mettere assieme un menù perfetto ed unico contenente tutti i cibi più buoni di questo mondo; inoltre, Komatsu, chiede se può accompagnarlo di nuovo in missione, qualora l'occasione si ripresentasse. La mattina seguente, Komatsu scopre che Toriko ha mangiato tutta la carne del gararadrillo. |                   |         |
| 3   | La prelibatezza del succo dai sette sapori! Prendi il frutto arcobaleno! 「芳醇なる七色の果汁! 虹の実をとれ!」 - Hōjun naru Nanairo no Kajū! Niji no Mi wo tore! | 17 aprile 2011    |         |
| 3   | Toriko viene incaricato da un membro della IGO, Organizzazione Internazionale Gourmet, di prendere il frutto arcobaleno dai sette gusti, un frutto talmente gustoso che una sola goccia della sua polpa è sufficiente a inondare di sapore una piscina olimpionica. Il frutto è però custodito in un laboratorio artificiale costruito dalla IGO e sorvegliato da un gruppo di Troll Kong, il Biotopo n°8. Appena entrati vengono subito attaccati da uno di loro che verrà stordito da Toriko. Questo Troll Kong era di livello inferiore a quelli normali e per raggiungere il frutto devono ora sconfiggere tutti quelli di livello normale a guardia di esso. Grazie alla pioggia, che ha lavato via l'odore del Troll Kong appena sconfitto, Toriko e Komatsu riescono a raggiungere il Silver Back, il capo dei Troll Kong, e domarlo. Una volta raccolto il frutto Toriko lo assaggia e per via del suo incredibile sapore, che cambia sette volte una volta ingerito ogni boccone, decide di inserirlo nel suo menù speciale. |                   |         |
| 4   | La remunerativa micidiale balena pescepalla! Arriva Coco dei quattro sovrani del cielo! 「さばけ猛毒フグ鯨! 四天王ココ登場!」 - Sabake Mōdoku Fugukujira! Shiten'ō Koko Tōjō! | 24 aprile 2011    |         |
| 4   | Toriko e Komatsu decidono di andare alla ricerca della balena pescepalla, una rara balena gustosa e velenosa che si presenta solamente ogni 10 anni. Prima però Toriko incontra Coco, uno dei quattro sovrani del cielo e anche uno dei pochi al mondo in grado di cucinare la carne velenosa della balena senza intaccarne il sapore. Toriko, Komatsu e Coco si addentrano nella grotta che li porterà sul fondo degli abissi, ma Coco prevede che ci sarà ad aspettarli qualcosa di molto pericoloso. Coco ha una vista molto sviluppata, riesce perciò a vedere cose che gli altri esseri umani non sarebbero in grado di vedere, e prevede il futuro di una persona leggendo la sua energia corporea. Inoltre il suo corpo contiene una grandissima quantità di anticorpi che mescolandosi lo riempiono di veleno. A causa di ciò è stato considerato come una bestia pericolosa e ha lasciato il ruolo di Sovrano per diventare indovino. All'improvviso scendendo nei meandri della grotta vengono attaccati da un grosso serpente. |                   |         |
| 5   | Una disperata lotta nella grotta! Colpisci, quintuplo pugno chiodato! 「洞窟の死闘! 打て、5連釘パンチ」 - Dōkutsu no Shitō! Ute, Go Ren Kugi Panchi | 1º maggio 2011    |         |
| 5   | Toriko e Coco vengono attaccati da un grosso serpente satanasso che fa crollare l'entrata della grotta impedendo qualsiasi via d'uscita. Nel frattempo Komatsu viene rapito da un altro cacciatore. Il serpente satanasso dà parecchio filo da torcere ad entrambi grazie ai suoi organi sensoriali che gli permettono di vedere anche nell'oscurità della caverna. Coco viene colpito dal veleno del serpente, ma riesce a creare degli anticorpi per curarsi e colpire il mostro con il proprio veleno, paralizzandolo. Toriko riesce poi a sconfiggerlo con il quintuplo pugno chiodato. Komatsu e il cacciatore sconosciuto vengono scoperti da un altro serpente satanasso. |                   |         |
| 6   | Il maestro dello stordimento! Balena pescepalla, è tempo di mangiarti! 「ノッキングの達人! フグ鯨、実食の時!」 - Nokkingu no Tatsujin! Fugukujira, Bishoku no Toki! | 8 maggio 2011     |         |
| 6   | Komatsu cerca di colpire il serpente satanasso con una bomba datagli da Toriko in precedenza. Viene però coinvolto nell'esplosione e cade a terra senza sensi. Viene però in suo aiuto un vecchio ubriaco che sconfigge il Serpente Satanasso e cura Komatsu, che si riunisce agli altri. Il vecchio è in realtà un cacciatore considerato il maestro dello stordimento con un menù completo di altissimo livello di nome Jiro, che chiese a Toriko e Komatsu del sake prima di arrivare alla grotta. Toriko, Komatsu e Coco giungono alla spiaggia in fondo alla grotta. Nell'insenatura non c'e una balena ad aspettarli, ma centinaia di balene pescepalla che si sono ristrette a causa della pressione dell'acqua. Coco e Toriko riescono a catturarne dieci e tocca Komatsu cucinarle. Il piccolo cuoco sotto la guida di Coco inizia la pulizia delle ghiandole velenose dei pesci. L'operazione fallisce per le prime nove, ma l'ultima viene eseguita con successo e cucinata. Il suo sapore è delizioso e in grado di ridare una grande vitalità. Dal mare giunge una mostruosa creatura nera con delle balene pescepalla che manda in allarme tutti i presenti. |                   |         |
| 7   | Il lupo più forte! La ricomparsa del lupo da battaglia! 「最大最強の狼！バトルウルフ、復活！」 - Saidai Saikyō no Rō! Batoru Urufu, Fukkatsu! | 15 maggio 2011    |         |
| 7   | La IGO incarica Toriko e Komatsu di andare a catturare il mammuth di Regal. Un raro mammifero, che vive solamente nel Biotopo n°1, un ecosistema costruito per la ricerca scientifica, la cui carne ha le caratteristiche e contiene il sapore di tutti gli altri prelibati tagli. Giunti sull'isola visitano il laboratorio. Una grande struttura dove vengono tenuti pericolose bestie in cattività e clonate specie estinte. Qui incontrano il direttore della struttura Mansam il quale spiega che ultimamente la Mafia Alimentare, un'organizzazione malvagia che utilizza qualsiasi mezzo per raggiungere l'obiettivo di impossessarsi dei cibi più preziosi, ha sviluppato un nuovo modello di Robot GT, robot comandati tramite una tecnologia a realtà virtuale. Toriko e Komatsu assistono all'evento della giornata nel colosseo del buongusto. Tra le tante creature che combattono c'è il lupo da battaglia, un leggendario Lupo che salvò il mondo dai Death Gore, creature erbivore che minacciavano l'esistenza dell'intero ecosistema mondiale. Nell'arena viene spruzzato un gas che stimola l'aggressività delle bestie le quali si scagliano sul Lupo da Battaglia. Toriko scende nell'arena per confrontarsi col mitico lupo. |                   |         |
| 8   | Arriva una minaccia! Il Colosseo Gourmet in subbuglio! 「現れた脅威! 波乱、グルメコロシアム!」 - Arawareta Kyōi! Haran, Gurume Koroshiamu! | 22 maggio 2011    |         |
| 8   | Toriko capisce che il lupo è incinta e sta per partorire. Decide quindi di proteggerla sconfiggendo gli altri animali nell'arena. Ling, la macchinista del colosseo del buongusto, nel frattempo cerca senza successo di calmare il serpente satanasso che è riuscito ad evadere dalla sua gabbia. Il serpente giunge nell'arena e inizia a combattere con Toriko. Mansam viene attaccato da un Robot GT travestito da vecchietto. Il Robot GT riesce a resistere a tutti i colpi di Mansam e colpisce il lupo da battaglia madre, che si trova al limite delle sue forze a causa del parto, togliendogli il tempo di salutare il suo cucciolo. |                   |         |
| 9   | Qualcosa interferisce! Attivare le cellule del buongusto! 「受け継がれるもの! 活性、グルメ細胞!」 - Uketsugareru Mono! Kassei, Gurume Saibō! | 29 maggio 2011    |         |
| 9   | Toriko sconfigge il Robot GT che si autodistrugge e anche il sistema centrale di comando viene fatto a pezzi. Il lupo da battaglia madre sfrutta le ultime energie per salutare amorevolmente il suo cucciolo e conclude la sua vita in piedi, come simbolo della sua maestosità e autorevolezza. Il cucciolo di lupo come segno di ringraziamento e per il legame instaurato decide di accompagnare Toriko, il quale per via del suo pelo morbido come una spugna gli dà il nome di Terrycloth. Il gruppo cena con Mansam che capisce che il Robot GT è stato mandato solo per creare un diversivo atto a nascondere la cattura del mammuth di Regal. Ling però avverte che suo fratello Sunny lo ha già catturato e si sta dirigendo al laboratorio. |                   |         |
| 10  | L'uomo con un dominio invincibile! Il suo nome è Sunny! 「無敵の領域を持つ男! その名はサニー!」 - Muteki no Ryōiki o Motsu Otoko! Sono Na wa Sanī! | 5 giugno 2011     |         |
| 10  | Sunny, uno dei quattro sovrani del cielo, si unisce al gruppo portando un mammuth di Regal di dimensioni spropositate che in realtà è solo un cucciolo del mammuth che ancora si aggira sull'isola. Toriko, Sunny, Komatsu, Ling e Mansam partono alla ricerca del pachiderma. Anche la Mafia Alimentare è alla sua ricerca e ha mandato tre Robot GT. Il gruppo viene attaccato in una radura da un gruppo di Rockdrum. Tutti iniziano a combattere e Toriko spiega l'invincibile potere di Sunny. Egli possiede migliaia di sensori tattili sulla testa, simili a capelli, con i quali riesce a toccare, annusare e assaggiare qualsiasi cosa senza toccarla, proprio come fanno i ragni. Usando questi sensori è in grado di creare delle reti invisibili di area 25 metri che manipolano e "cuociono" ogni nemico che ci finisce dentro, la Dining Kitchen. Nel frattempo il laboratorio avverte Mansam dell'arrivo di un Robot GT. |                   |         |
| 11  | Sprint sull'isola di Regal! Caccia alla Jewel Meat! 「疾走、リーガル島! ジュエルミートを目指せ!」 - Shissō, Rīgaru-tō! Juerumīto o Mezase! | 12 giugno 2011    |         |
| 11  | I protagonisti vengono scaraventati in aria da un Rockdrum e finiscono per disperdersi. Sunny e Komatsu si ritrovano in una foresta di funghi giganti, Ling e Toriko finiscono in una foresta dove affrontano delle bestie feroci e Terry avvista uno dei Robot GT accorsi sull'isola e parte alla ricerca d Toriko. Komatsu e Sunny iniziano ad attraversare una palude piena di mostri marini. Sulle rive della palude avvistano dei cadaveri di animali, opera della Mafia Alimentare che si vuole impossessare dei migliori ingredienti per ottenere le cellule del buongusto contenute in essi e creare così dei super-uomini. |                   |         |
| 12  | Il gioco malefico! Piazza pulita al Devil Athletic! 「魔のゲーム! デビルアスレチックをクリアしろ!」 - Ma no Gēmu! Debiru Asurechikku o Kuria Shiro! | 19 giugno 2011    |         |
| 12  | Una volta raggiunta una radura Toriko e Ling si dirigono al Devil Athletic, un'enorme voragine piena di colonne di pietra giganti, dove affrontano delle bestie molto feroci. Ma Toriko ne ha già sconfitte parecchie e non è più al meglio delle forze. Proprio nel momento del bisogno viene raggiunto da Terry che gli indica la strada giusta per raggiungere l'entrata dell'habitat del mammuth di Regal, l'altipiano di Regal. Terry è preoccupato della presenza dei Robot GT e torna indietro per provare a sconfiggerli. Nel frattempo Sunny e Komatsu, dopo aver attraversato delle pianure iniziano la scalata del Regal Wall, una montagna alta 3 000 m. Il mammuth di Regal sta combattendo con un Robot GT gigante, ma finisce per cadere dalla montagna e precipita avvicinandosi pericolosamente a Sunny e Komatsu. |                   |         |
| 13  | Gli ultimi rinforzi! Scontro, Coco contro il Robot G.T.! 「最強の助っ人! 激突、ココ対GTロボ!」 - Saikyō no Suketto! Gekitotsu, Koko tai Jī Tī Robo! | 26 giugno 2011    |         |
| 13  | Il gruppo di Toriko riesce a sopravvivere allo schianto del mammuth grazie ai poteri di Sunny. Vengono attaccati da alcuni Heavy Cliff imbufaliti, ma giunge sul posto Coco che riesce ad avvelenarli in tempo; avvelena temporaneamente pure il mammuth, ma proprio in quell'istante vengono raggiunti anche dal Robot GT gigante. Inoltre, Coco avvisa che la Mafia Alimentare ha già mandato un'unità specializzata nel corpo del pachiderma quindi se Toriko vuole assaggiare la Jewel Meat deve agire al più presto. A causa della stanchezza di Toriko, mentre egli si occupa del mammuth, Coco inizia a combattere con il Robot GT. Tutti a parte Coco vengono inghiottiti dal mammuth, ma finiscono col ritrovarsi sopra un enorme dente. |                   |         |
| 14  | Il minaccioso veleno letale! L'equazione vincente di Coco! 「脅威の猛毒! ココ、勝利への方程式」 - Kyōi no Mōdoku! Koko, Shōri e no Hōteishiki | 3 luglio 2011     |         |
| 14  | Toriko, Komatsu, Sunny, Ling e Tina vengono risucchiati all'interno dell'esofago del mammuth. Lì incrociano il Robot GT specializzato a prelevare la Jewel Meat. Mentre il resto del gruppo prosegue, Sunny si occupa di tenere occupato il Robot GT. Coco intanto continua a combattere con il Robot GT gigante. Nel momento decisivo Coco riesce a riempire il campo di battaglia di una nube tossica di solfuro di idrogeno che filtra nel corpo del Robot GT, successivamente quando quest'ultimo cerca di colpire Coco con il suo raggio incendia i gas provocando una forte esplosione che distrugge una parte dei suoi circuiti interni. Con i sensi alterati e il veleno che corrode il suo sistema centrale dall'interno viene sconfitto da Coco che ora si trova allo stremo delle forze. |                   |         |
| 15  | L'estetica inflessibile! La virile battaglia di Sunny!! 「強靭なる美学! サニー、男の闘い」 - Kyōjin naru Bigaku! Sanī, Otoko no Tatakai | 10 luglio 2011    |         |
| 15  | Coco assiste impotente al Robot GT di Starjun che entra nel corpo del mammuth e prevede che qualcuno, all'interno, verrà ucciso. Il Robot GT dentro il mammuth cerca di colpire Sunny dalla distanza, cercando così di stancarlo, chiamando in aiuto un Megaoctopus. Tina racconta che secondo la leggenda le cellule del buongusto vennero scoperte da Acacia, un leggendario cacciatore, che dopo numerose ricerche scopri l'esistenza di una medusa in grado di rigenerarsi ed evolvere il suo sapore. Tutti gli esseri viventi marini che si cibavano di quella medusa acquisivano la capacità di migliorare di volta in volta il proprio sapore diventando sempre più deliziosi e forti. Le cellule che componevano quella medusa vennero poi chiamate così da quel cacciatore. Sunny fa in modo di subire alcuni colpi del Robot GT in modo tale da avvicinarglisi quanto basta per colpirlo con il suo Hair Punch. Una volta colpito alcuni dei suoi Tocchi si infilano nel nucleo del Robot GT distruggendolo. Subito dopo Sunny viene espulso dalla bocca del mammuth. Il Robot GT di Starjun raggiunge il resto del gruppo e stende sia Toriko che Ling con un solo colpo. |                   |         |
| 16  | L'ultimo desiderio di Ling! Risvegliati, super Toriko!! 「リン、最期の願い! 覚醒せよ、超トリコ!!」 - Rin, Saigo no Negai! Kakusei Seyo, Chō Toriko!! | 17 luglio 2011    |         |
| 16  | Al limite delle forze Ling sparge il suo gas su Toriko per ridargli le ultime forze necessarie. Toriko si risveglia dopo aver visto in sogno il demone, simbolo della sua forza, mangiare il suo corpo. Riacquistate le ultime energie si rialza e comincia a combattere con il Robot GT di Starjun. Egli spiega che il corpo di Toriko è entrato in uno stato di autofagia in cui esso, per il bisogno di energia, mangia le cellule gourmet di cui è formato; e se l'utilizzatore non mangia del cibo per un certo tempo porta il corpo alla morte. Toriko subisce un forte pugno e viene scaraventato nel punto in cui si trova la Jewel Meat, viene assistito da Tina che gliela fa mangiare e con il suo sapore e l'odore irresistibile gli ridà tutte le energie. Il Robot GT di Starjun cerca di rubare il coltello di Komatsu, ma viene fermato dal ritorno di Toriko. |                   |         |
| 17  | Il pugno rabbioso di super Toriko! Il più forte pugno chiodato! 「超トリコ、怒りの拳! これが最強の釘パンチ!」 - Chō Toriko, Ikari no Kobushi! Kore ga Saikyō no Kugi Panchi! | 31 luglio 2011    |         |
| 17  | Il Robot GT di Starjun viene sconfitto in pochi secondi dalla nuova mossa potenziata di Toriko: il decuplo pugno chiodato. Assieme a Ling, Komatsu e Tina riesce ad uscire dal corpo del mammuth di Regal portando con sé la Jewel Meat. Tutti assieme a Coco, Sunny e Terry, che ha sconfitto un obbisauro, ritornano al laboratorio e il piccolo di mammuth si riunisce alla madre. Ling è in brutte condizioni e viene curata dai dottori della IGO i quali scoprono che il bacio dato a Toriko, all'interno del mammuth di Regal, ha risvegliato le sue cellule del buongusto. Mentre Mansam incontra il vicepresidente della IGO Shige per una questione importante, Toriko e gli altri assaggiano la Jewel Meat. Il sapore della carne è un connubio di tutti i tagli più pregiati e una volta mangiato produce un leggero bagliore intorno al corpo. Sunny decide di inserire la Jewel Meat nel suo menù speciale come portata principale di carne nonostante anche Toriko la vorrebbe nel suo. |                   |         |
| 18  | Il gusto insito nel DNA! Toriko, alla ricerca del mais BB! 「DNAに刻まれた味! トリコ、BB(ブルーブラッド)コーンを探せ!」 - Dīenuei ni Kizama Reta Aji! Toriko, BB (Burū Buraddo) Kōn o Sagase! | 7 agosto 2011     |         |
| 18  | In seguito alle avventure nel Biotopo n° 1 Komatsu è tornato all'Hotel Gourmet e viene incaricato dalla IGO di cucinare un Mermaituna, una rara specie di tonno, per il presidente della Repubblica di Roto: Dohem. Tina è alla ricerca di nuove notizie e Sunny e Ling sono tornati al Colosseo Gourmet. Intanto Toriko non riesce a far mangiare Terry perciò si reca al Central Gourmet Market, un importante luogo di commercio in cui i cibi migliori vengono venduti all'asta. Qui incontra Tom, il quale dice che Terry, provenendo dal mondo del Buongusto e non dal mondo Umano, apprezza solo particolari tipi di cibi, uno di questi è una pannocchia i cui chicchi possono sfamare migliaia di persone: il mais BB. Toriko decide quindi di partire per il Continente di Wul. Anche Tina e Komatsu sentono la notizia e decidono di raggiungerlo. |                   |         |
| 19  | Talento combattivo! Terry, fammi vedere le qualità di un re! 「闘いの才能! 見せろテリー、王者の素質!」 - Tatakai no Sainō! Misero Terī, Ōsha no Soshitsu! | 14 agosto 2011    |         |
| 19  | Toriko e Terry approdano sull'isola di Wul seguiti da Komatsu e Tina. Appena entrati nella giungla vegetale, un'immensa giungla di piante carnivore spaventose, Toriko e Terry vengono attaccati da un Goblinplant che li vuole mangiare. Terry decide di sfruttare l'occasione per dimostrare le sue vere capacità combattive. Utilizzando la sua grande velocità e la potenza dei suoi morsi riesce a bruciare e sconfiggere la creatura, salvando così Toriko. |                   |         |
| 20  | Per il bene di Terry! Brucia al massimo calore, mais BB! 「テリーの為に! 灼熱で弾けろ、BBコーン!」 - Terī no Tame ni! Shakunetsu de Hajikero, BB-kōn! | 21 agosto 2011    |         |
| 20  | Toriko e Terry salendo sulle cime degli alberi raggiungono il mais BB. Viste le dimensioni del mais necessita di un'enorme fonte di calore per essere cotto perciò Toriko, raccolti dei chicchi col pugno chiodato, si dirige al vulcano di Wul. Nel frattempo Komatsu e Tina, dopo essere entrati nella foresta, sopravvivono all'attacco di alcune bestie e raccolgono il frutto della pianta WulStar; proprio ciò che Komatsu cercava per la salsa di accompagnamento al Mermaituna. Toriko inizia a cuocere i chicchi i quali dopo ore di cottura sprigionano migliaia di soffici e deliziosi popcorn. Vedendo che finalmente Terry gradisce il cibo, decide di inserire il mais BB nel suo menù speciale come antipasto. Improvvisamente però vengono attaccati da un individuo con un'enorme cannuccia. |                   |         |
| 21  | Le capacità della Mafia Alimentare! L'attacco di Toriko evolve immediatamente! 「美食會の刺客! トリコの技、進化の瞬間!」 - Bishokukai no Shikaku! Toriko no Waza, Shinka no Shunkan! | 28 agosto 2011    |         |
| 21  | Komatsu e Tina tornano a casa assieme a Sunny venuto per prelevare delle erbe medicinali. Lo strano individuo che ha attaccato Toriko si scopre essere un membro della Mafia Alimentare inviato da Starjun al Biotopo n° 1 per recuperare i Robot GT danneggiati, ma bloccato da Mansam e Shige decise di prelevare altri cibi di qualità come il mais BB, ma soprattutto il God. Toriko ha sentito una leggenda su tale ingrediente: fu scoperto da Acacia cinquecento anni fa e con esso il leggendario fornitore riuscì a raddolcire i cuori di tutti i ministri del governo e porre fine a una guerra per il cibo che avrebbe portato il mondo alla rovina. Il God si può reperire nell'Area 2 del mondo del Buongusto solo ogni cento anni e durante un'eclissi. Anche Toriko desidera trovarlo perciò i due iniziano a combattere. Ma visti i miglioramenti di Toriko, dopo aver mangiato la Jewel Meat, quest'ultimo sembra avere un piccolo vantaggio. |                   |         |
| 22  | La pressione della follia! Toriko contro Grinpatch! 「狂気の圧力! グリンパーチ対トリコ!」 - Kyōki no Atsuryoku! Gurinpāchi tai Toriko! | 4 settembre 2011  |         |
| 22  | Toriko riesce a tagliare la cannuccia dell'avversario, ma costui decide di scappare con un esemplare di mais BB, non prima però di rivelare il suo nome: Grinpatch. Komatsu raggiunge appena in tempo la cena del summit e aggiunge la salsa Wulstar al Mermaituna, prima che Dohem lo mangi, ma il pesce si trasforma in bollicine, facendo diventare la cena un probabile disastro. Ma per fortuna arriva Coco con un altro pesce già pronto. Komatsu scopre che alla salsa mancava del sale e proprio in quel momento giunge anche Toriko con della lava salata del vulcano di Wul. Alla fine Komatsu riesce a cucinare il piatto con successo e far felice Dohem, dopodiché tutti festeggiano con il mais BB raccolto da Toriko. |                   |         |
| 23  | Il parco dei divertimenti del cibo! Gourmet Town, la metropoli della sazietà! 「食事の遊園地! 満腹都市グルメタウン!」 - Shokuji no Yūenchi! Manpuku tochi Gurume Taun! | 11 settembre 2011 |         |
| 23  | Toriko e Komatsu visitano Gourmet Town, detta la "metropoli della sazietà". Dopo aver assaggiato i piatti proposti nei migliori ristoranti della città incontrano la cuoca Setsuno, una dei cinque migliori chef di tutto il mondo, tanto da essere considerata "patrimonio vivente del cibo di lusso". Toriko racconta che Setsuno in passato è stata partner del maestro dello stordimento Jiro: mentre lui catturava gli ingredienti Setsuno li cucinava nella sua catena di ristoranti. Setsuno invita Toriko e Komatsu nel suo ristorante, che apre una sola volta al mese, e decide di fare loro assaggiare un suo piatto speciale, la zuppa del secolo. |                   |         |
| 24  | Il momento di sognare! La zuppa del secolo di Setsuno! 「夢の時間! 節乃(せつの)のセンチュリースープ」 - Yume no Jikan! Setsuno no Senchũrī Sūpu! | 18 settembre 2011 |         |
| 24  | I membri della Mafia Alimentare si riuniscono e decidono di ottenere la zuppa del continente di ghiaccio in modo da evolvere le loro cellule gastronomiche e impadronirsi del God. Toriko e Komatsu assaggiano la famosa zuppa del secolo e la notizia dell'apertura del ristorante di Setsuno si sparge velocemente in tutta la città. La zuppa è l'insieme dei sapori di tantissimi ingredienti che la rendono così pura e trasparente che non si vede. Poi Setsuno invita Komatsu e Toriko nella sua cucina sotterranea dove prepara la zuppa e rivela che essa è solo l'imitazione di quella reale, che si trova in natura, ed è anche incompleta; quindi chiede a Toriko e Komatsu di andare alla ricerca di quella originale e scoprire quale sia l'ingrediente mancante. |                   |         |
| 25  | Incontro al bar! I potentissimi e numerosissimi fornitori di alimenti di lusso! 「出会いの酒場! 群雄割拠の美食屋達!」 - Deai no Sanba! Gun'yū kakkyo no Bishokuya-tachi! | 25 settembre 2011 |         |
| 25  | Toriko e Komatsu si recano alla locanda Heavy Lodge, punto d'incontro dei giovani fornitori di alimenti. Nella locanda giunge il colonnello Mokkoi, l'anziano presidente della compagnia navale Gourdarake, che lancia una sfida a tutti i presenti: chi riuscirà a portagli la zuppa del secolo otterrà come ricompensa 10 miliardi di yen. Dopo aver comprato degli equipaggiamenti per l'occasione Toriko decide di partire assieme agli altri partecipanti alla sfida. Mokkoi spiega che la zuppa del secolo si trova al interno della montagna più alta dell'Ice Hell; ogni cento anni la montagna si scioglie a causa del calore che fuoriesce dalla crosta terrestre facendo fuoriuscire il contenuto: da qui il nome della zuppa. Oltre a Toriko anche il capo della yakuza del buongusto Match e il cavaliere del buongusto Takimaru si mettono subito in mostra sconfiggendo dei mostri marini. |                   |         |
| 26  | La sfida delle truppe dei fornitori! Arrivo nell'inferno ghiacciato! 「美食屋軍団の挑戦! 上陸、極寒の地獄!」 - Bishokuya gundan no Chōsen! Joriku, Gokkan no Jigoku! | 2 ottobre 2011    |         |
| 26  | Un gruppo di fornitori, tra cui Toriko e Komatsu raggiunge l'Ice Hell a bordo di elicotteri mentre un altro gruppo viene sterminato da un individuo mascherato. I più esperti decidono di unirsi in gruppo assieme a Toriko e iniziano ad attraversare la tundra ghiacciata controllata dal dragone della tundra, morto però congelato. Il percorso si rivela pieno di pericolo fin dall'inizio tra cui schegge di ghiaccio volanti e tempeste impetuose. Intanto nell'Ice Hell sono giunti anche tre membri della Mafia Alimentare. |                   |         |
| 27  | Correre! Gara di sopravvivenza sul ghiaccio! 「膳は急げ! 氷上のサバイバルレース!」 - Zen wa isoge! Kōri-jō no Sabaibaru Rēsu! | 9 ottobre 2011    |         |
| 27  | Tra i membri della Mafia Alimentare c'è Barry Gammon, un membro della I.G.O. e il sous-chef Tommy Rod, il quale manda in avanscoperta quattro dei suoi insetti parassiti. La maggior parte dei fornitori del gruppo, con a capo Toriko, ha già abbandonato la sfida lasciando soli il sovrano del cielo, Komatsu, Takimaru, Match e i suoi sottoposti. Dopo aver sconfitto un gruppo di Freezer Bison, ripreso un po' di energie con la loro carne e usato la pelliccia come giubbotto, il gruppo giunge ai piedi della montagna principale dell'Ice Hell. Anche il misterioso personaggio mascherato, dopo aver sconfitto i quattro insetti parassiti con lo stordimento, raggiunge la montagna. |                   |         |
| 28  | La selvaggia esplosione dell'iceberg!! Il vero aspetto dell'uomo mascherato! 「氷山揺るがす爆炎! 覆面男の正体!!」 - Hyōzen Yurugasu Bakuen! Fukumen Otoko no Shōtai!! | 16 ottobre 2011   |         |
| 28  | La squadra di Toriko si ferma nei pressi della montagna per riposare e un cucciolo di Wall Penguin si affeziona a Komatsu. I fornitori ne approfittano per spiegare i motivi della loro avventura: Takimaru ha intenzione di raggiungere la zuppa per ottenere i soldi necessari a comprare delle medicine naturali vendute nella Regione della Guarigione, mentre Match e i suoi uomini vogliono ottenere del cibo di qualità per sfamare la gente del loro paese natale, la città di Nelgu, un luogo senza legge governato da uomini egoisti che arraffano il cibo solo per sé, lasciando in miseria gli altri abitanti. Nella montagna, Tommy Rod provoca un'esplosione con i suoi insetti bomba, attirando così il gruppo di Toriko. |                   |         |
| 29  | Gloria a te, insetto messaggero! Tommy Rod contro Toriko 「爛漫なる蟲使い! トミーロッド対トリコ」 - Ranmannaru Mushi Tsukai! Tomīroddo tai Toriko | 23 ottobre 2011   |         |
| 29  | Il misterioso uomo mascherato si toglie la maschera e si addentra nella montagna: dopo aver oltrepassato l'Hell Broth, il guardiano dormiente dell'Ice Hell congelato centro anni prima, si dirige verso la vetrina del buongusto, il punto in cui tutti gli ingredienti della zuppa si stanno per sciogliere. Tommy Rod raggiunge Toriko, ma allo stesso tempo intervengono anche i genitori del cucciolo di Wall Penguin arrabbiati. Tutti i presenti precipitano in un crepaccio creato dai Wall Penguin e finiscono proprio di fronte alla vetrina del buongusto. Komatsu corre a prendere la zuppa mentre Match, Toriko e Takimaru si preparano ad affrontare Tommy Rod e i suoi uomini. |                   |         |
| 30  | Gratitudine e orgoglio! Il primo colpo di Takimaru! 「感謝と誇り! 滝丸、渾身の栓抜きショット!」 - Kansha to Hokori! Takimaru, Konshin no Sen'nuki Shotto! | 30 ottobre 2011   |         |
| 30  | Tommy Rod, infastidito dal rumore dei Wall Peguin, li uccide facendo infuriare Toriko. Match inizia a combattere contro Barry Gammon, mentre Takimaru attacca il membro della I.G.O. che accompagnava i criminali e con sorpresa scopre che era un travestimento di Bogey Woods, un membro della Mafia Alimentare in grado di entrare nel corpo di qualsiasi creatura e comandarla dall'interno come se fosse uno scheletro. Toriko è troppo occupato con gli insetti di Tommy Rod e non riesce ad aiutare gli altri. Takimaru si trova in grande difficoltà contro Bogey perché avendo uno scheletro formato da più di 4 000 ossa è immune ai suoi attacchi spezza-ossa. Bogey Woods riesce a mandarlo al tappeto in poco tempo grazie alle sue braccia snodabili. Ma il cavaliere del buongusto, ricordatosi i suoi passati insegnamenti, si prepara ad eseguire la sua ultima tecnica. |                   |         |
| 31  | Vittoria! Il disperato attacco di Match e Takimaru! 「決着! マッチと滝丸 捨て身の大技!」 - Ketchaku! Matchi to Takimaru Sutemi no Ōwaza! | 6 novembre 2011   |         |
| 31  | Takimaru, eseguendo la routine di preparazione finale insegnatagli da Aimaru, riesce a localizzare l'osso sacro di Bogey Woods e a colpirlo con la sua tecnica finale. Bogey, privato dell'osso che sosteneva il suo intero scheletro non riesce più a muoversi e cade a terra senza forze. Match si trova in difficoltà contro Barry Gammon a causa della sua velocità nonostante la possente corporatura. Ma i compagni di Match decidono di sacrificarsi per lui dandogli il tempo necessario per sfruttare la sua rabbia interiore ed eseguire l'attacco finale, riuscendo così a sconfiggere Barry Gammon. Intanto Toriko e Tommy Rod stanno ancora combattendo selvaggiamente. |                   |         |
| 32  | Il rigeneratore alimentare e la posizione della zuppa del secolo! 「食の再生屋と伝説のスープの行方!」 - Shoku no Saisei-ya to Densetsu no Sūpu no Yukue! | 13 novembre 2011  |         |
| 32  | Mentre Toriko e Tommy Rod combattono, Komatsu raggiunge la vetrina del buongusto, ma con stupore scopre che la zuppa sembra essere finita. Allo stesso tempo giunge il misterioso individuo mascherato, il quale lo avverte di non dire niente: il colonnello Mokkoi ha infatti incorporato nelle tute dei dispositivi audio e se dovesse scoprire che la zuppa è finita, se ne andrebbe lasciando tutti sull'isola. Purtroppo è lui stesso a rivelarlo senza accorgersene, e Mokkoi dà l'ordine di lasciare l'isola. L'uomo mascherato decide finalmente di rivelare la propria identità: Teppei, un rigeneratore alimentare. Intanto, durante la battaglia, Toriko perde la lighter suit che gli permetteva di muoversi al freddo, ma il disprezzo di Tommy Rod verso i suoi uomini, nonostante si siano sacrificati in battaglia per lui, scuote Toriko di una enorme energia che lo rende in grado di combattere corpo a corpo con il malvagio sous-chef. |                   |         |
| 33  | A testa alta! La battaglia decisiva, Toriko vs Tommy Rod! 「真っ向勝負！ 激闘トリコ対トミーロッド!」 - Makkō Shōbu!! Gekitō Toriko tai Tomīroddo! | 20 novembre 2011  |         |
| 33  | Teppei racconta che il compito di un rigeneratore alimentare è opposto a quello dei fornitori di alimenti e cioè quello di preservare i cibi in via di estinzione: per questo è stato costretto a indossare una maschera. Purtroppo gli ingredienti della Zuppa sono molto antichi e non è più sicuro di riuscire a rianimarli. Ma in quel momento Komatsu intravede l'aurora boreale, simbolo che la zuppa è ancora presente. Gli insetti prodotti da Tommy Rod continuano ad aumentare e Toriko rischia di cadere sotto il loro numero. Il malvagio sous-chef, pensando che lasciando in vita Toriko egli potrebbe rappresentare un pericolo in futuro, si avvicina a lui nel tentativo di colpirlo a morte, ma così facendo permette a Toriko di colpirlo con il decuplo pugno chiodato. Tommy Rod capisce che le cellule del buongusto di Toriko, trovatesi in situazione critica, hanno rilasciato un olio essenziale che nuoce agli insetti, la fitocida. Il combattimento tra Toriko e Tommy Rod così continua. |                   |         |
| 34  | Una grande disperazione! La massima potenza di Tommy Rod esplode! 「絶体絶命!! トミーロッド本気モード炸裂!」 - Zettai Zetsumei!! Tomīroddo Honki Mōdo Sakuretsu! | 27 novembre 2011  |         |
| 34  | Tommy Rod cerca costantemente di tenere Toriko a debita distanza con attacchi volanti. Toriko riesce però con i suoi pugni a staccargli un'ala impedendogli così di volare. Il malvagio sous-chef ha mille risorse e colpisce ripetutamente Toriko sparando le uova di insetti che provocano una serie di esplosioni al contatto. Toriko, visto che il decuplo pugno chiodato non ha portato grandi risultati, prova a colpire il rivale prima con un duodecuplo e poi con un tridecuplo pugno chiodato, ma a causa del contraccolpo finiscono entrambi contro le pareti della montagna che inizia a crollare. La battaglia tra Tommy Rod e Toriko continua senza sosta e nessuno dei due vuole mollare, ma i colpi sferrati da Toriko hanno lasciato l'avversario con poche energie nelle braccia e Tommy Rod mostra ora una muscolatura inimmaginabile e rivela di voler iniziare a combattere alla massima potenza solo adesso. Per Toriko sembra essere la fine, ma riesce comunque a sfoderare una nuova tecnica: la forchetta da gamba, con la quale arreca gravi danni al sous-chef. Intanto Teppei pianta il seme di Protect Tree, che con le sue radici impedisce alla vetrina del buongusto di cedere e si dirige ad aiutare Toriko. Nel frattempo Komatsu trova la zuppa guidato dall'aurora, ma viene fermato da un minuscolo Robot GT che aveva spiato l'accaduto a bordo di una mosca. |                   |         |
| 35  | Meraviglioso potere! Teppei il rigeneratore alimentare scende in campo! 「驚異の力! 再生屋鉄平参戦!」 - Kyōi no Chikara! Saisei-ya Teppei Sansen! | 4 dicembre 2011   |         |
| 35  | Mentre le radici del Protect Tree circondano anche Toriko, Teppei riesce a paralizzare Tommy Rod con lo stordimento, il quale consuma tutte le sue energie per far schiudere l'uovo del parassita imperatore, una bestia ibrida creata unendo diverse specie di insetti predatori con un livello di cattura superiore a 80. Teppei combatte con il parassita imperatore, intanto Barry Gammon e Bogey Woods ricevono il messaggio dal micro Robot GT che ha prelevato la zuppa e scappano verso l'uscita, ma l'Hell Broth si è appena risvegliato dal letargo. L'enorme mostro, risvegliato da Teppei, inghiotte i due criminali e inizia combattere con il parassita imperatore sulle cime dell'Ice Hell. Teppei decide di chiudere un occhio sugli affari illecite di Match per via delle sue buone azioni e rianima Toriko con le sue abilità nell'aromaterapia inoltre cura anche Takimaru e gli uomini di Match. Tutti quanti raggiungono Komatsu che è disperato per non essere riuscito a proteggere la zuppa. |                   |         |
| 36  | L'ultima goccia! Chi ha preso la zuppa del secolo!? 「最後の一滴! センチュリースープは誰の手に!?」 - Saigo no Itteki! Senchurī Sūpu wa Dare no Te ni!? | 11 dicembre 2011  |         |
| 36  | Toriko tranquillizza Komatsu dicendogli che in un lavoro difficile come questo il fallimento è all'ordine del giorno e troverà comunque un modo per riscattarsi. Teppei, pensando che forse la zuppa è ormai irraggiungibile, si ricorda le parole del suo capo prima di partire: “l'ultima goccia dipende dalla zuppa del secolo” e distrugge la vetrina del buongusto che rivela un'ultimissima goccia al suo interno. Tutti sono ansiosi di assaggiarla, ma Komatsu si impone promettendo di memorizzarne il sapore per cucinare in futuro una nuova zuppa del secolo per tutti. All'esterno della montagna il cameriere della Mafia Alimentare, Alfaro, riduce in brandelli l'Hell Broth e il parassita imperatore è deciso e uccidere Toriko. Ma mentre gli altri cercano una via di fuga, il nemico viene fermato da nonna Senstu in persona. |                   |         |
| 37  | Addio, Ice Hell! Il potere nascosto di nonna Setsu 「さらばアイスヘル! セツ婆の秘めたる力」 - Saraba Aisu Heru! Setsu-baa no Himetaru Chikara | 18 dicembre 2011  |         |
| 37  | Toriko, Komatsu, Teppei e gli altri trovano l'uscita dell'Ice Hell e grazie all'arrivo di Coco, mandato da Mansam, e di Setsuno a bordo di una medusa limousine, possono fare ritorno a casa. Durante il viaggio, dopo aver ripreso le energie con il cibo preparato da Setsuno scelgono come prossima destinazione il Paese della Guarigione, Life, per curare tutti. Mentre Komatsu decide di tornare a Gourmet Town, assieme a Setsuno per preparare la zuppa del secolo, tutti gli altri rimangono a Life in compagnia di Teppei per ultimare le cure mediche. |                   |         |
| 38  | La cura perfetta! Arriva Yosaku, il rigeneratore alimentare! 「豪快治療! 再生屋・与作登場!」 - Gōkai Chiryō! Saisei-ya Yosaku Tōjō! | 25 dicembre 2011  |         |
| 38  | Visitando la città Toriko incontra Sunny che è giunto fin lì per chiedere delle informazioni sull'ingrediente principale del dessert nel menù speciale di Acacia, Earth. L'uomo che sta cercando è lo stesso cercato da Toriko ed è inoltre il maestro rigeneratore di Teppei, Yosaku detto l'Insanguinato. Toriko e gli altri si recano nel suo istituto all'interno del Mother Wood, l'albero simbolo di Life. Takimaru chiede a Yosaku di vendergli la medicina speciale per curare il suo mentore Aimaru. Egli fu l'unica persona che rimase al suo fianco, quando da piccolo venne maledetto e nessuno riuscì a trovare una cura per lui. Ora, dopo anni passati a curare le persone malate Aimaru ha contratto una malattia che solo quella medicina potrebbe curare; e vista la sua determinazione Yosaku decide di regalargliela. Toriko chiede una cura per il braccio ferito, ma Yosaku dice che occorrerebbero venti anni di attesa. |                   |         |
| 39  | Gara! Il recupero completo di Toriko o la zuppa di Komatsu!? 「競争! トリコの完治か 小松のスープか!?」 - Kyōsō! Toriko no Kanshi ka Komatsu no Sūpu ka!? | 8 gennaio 2012    |         |
| 39  | All'Hotel Gourmet Komatsu cerca di riprodurre la zuppa del secolo, ma sembra avere dei problemi con il sapore, perciò chiede consiglio a Setsuno. Toriko riceve la notizia da Yosaku, che normalmente in casi simili si trapianterebbe il braccio, ma le sue cellule del buongusto evolute non si adatterebbero al nuovo braccio. Quindi bisogna farlo ricrescere attraverso il seme rigenerante che in un individuo normale richiede circa venti anni di attesa. Dopo tre mesi dall'inizio della terapia, mentre Toriko lotta contro gli effetti collaterali della ricrescita del braccio, Komatsu scopre l'ingrediente mancate della zuppa, |                   |         |
| 40  | Verso un mondo di felicità! La degustazione della zuppa del secolo 「至福の世界へ！ 実食センチュリースープ」 - Shifuku no Sekai e! Jisshoku Senchurī Sūpu | 15 gennaio 2012   |         |
| 40  | Komatsu, scopre che l'ingrediente mancante era proprio la saliva del piccolo Wall Penguin orfano che lui a deciso di accudire. Finita la cura del braccio, Toriko e gli altri tornano a Gourmet Town per assaggiare la zuppa del secolo. La zuppa è come un insieme di ingredienti antichi che vengono risvegliati da un lungo sonno gradualmente nella propria bocca e Toriko decide di aggiungerla nel proprio menù speciale, ma di non rivelare a nessuno la ricetta. Takimaru e Match portano una porzione di zuppa nei loro villaggi, ma anche i membri della Mafia Alimentare hanno evoluto le proprie cellule del buongusto grazie ad essa. |                   |         |
| 41  | La festa si riscalda! Tutti a rapporto alla casa dei dolciumi! 「新築祝! スイーツハウスに全員集合!」 - Shinchiku Iwai! Suītsu Hausu ni Zen'in Shūgō! | 22 gennaio 2012   |         |
| 41  | Toriko torna finalmente a casa, ma non trova più la sua abitazione. Chiede a Smile, l'architetto delle Torri Gourmet, di costruirgliene un'altra, ma lui rifiuta perché non ha abbastanza materiale. Toriko quindi decide di aiutarlo nel raccogliere i dolci necessari e gli promette una porzione di zuppa del secolo se lui poi in cambio gli costruirà la casa. Komatsu, Mansam, Coco, Sunny, Ling visitano la nuova casa di dolci di Toriko, ma finiscono col mangiarla tutta per quanto buona. |                   |         |
| 42  | La battaglia finale del re dei Gourmet! Trovate il pasticcino finale! 「美食王決定戦！究極のスイーツを探せ！」 - Bishoku-ō kettei-sen! Kyūkyoku no suītsu o sagase! | 29 gennaio 2012   |         |
| 42  | Toriko, Coco, Komatsu, e Sunny vengono invitati a partecipare ad un evento speciale a Gourmet Town indetto da Bohno, il proprietario di una ricca catena di ristoranti. Il cucciolo di Bohno, un Nessie dai sette colori, ha perso l'appetito da tempo e chiunque riuscirà a portargli un ingrediente abbastanza dolce da riportargli appetito verrà ricompensato con un miliardo di yen e una cena nel ristorante di Bohno. I tre sovrani del cielo decidono di sfidarsi. |                   |         |
| 43  | Il piatto del legame! Compagni per tutta la vita 「絆の一品! パートナーは永遠に」 - Kizuna no Ippin! Pātonā wa Eien ni | 5 febbraio 2012   |         |
| 43  | Dopo aver affrontato diversi pericoli, Coco porta il miele del dragone del miele, Sunny il latte di una Milkwhale e Toriko le grandi bacche di Megori Island. Chris però non cercava nessuno dei tre ingredienti, ma un dolce particolare cucinato usandoli tutti: un parfait, il primissimo dolce che Bohno mangiò in sua compagnia quando decise di accudirlo. Dopo averlo mangiato assieme al suo padrone Chris si trasforma diventando un Nessie adulto. Bohno e Chris si salutano e quest'ultimo parte per passare il resto della vita da solo. A dimostrazione del loro grande legame Chris lascia cadere una grande mela che sfama tutti i presenti all'evento. |                   |         |
| 44  | Scintillìo! Toriko contro il presidente dell'I.G.O.! 「白熱！トリコ対IGO会長！」 - Hakunetsu! Toriko tai IGO kaichō! | 12 febbraio 2012  |         |
| 44  | Toriko fa visita ad un suo vecchio amico: Ichiryu, il presidente della I.G.O.. Ichiryu è uno dei tre discepoli di Acacia assieme al maestro dello stordimento Jiro e al attuale capo della Mafia Alimentare. Acacia, prima di ritirarsi, affidò a loro alcuni degli ingredienti da lui trovati, ma non rivelò niente riguardo al suo menù speciale; in particolare sul God perché sapeva che, in futuro, esso avrebbe potuto far scoppiare una guerra mondiale. Toriko lotta con lui per testare le proprie capacità. Ichiryu, vedendo che è migliorato molto, dice a Toriko che se davvero vuole è libero di cercare il God nel mondo del Buongusto. Viste le difficoltà che lo aspettano nel suo viaggio gli dà un incarico come allenamento: raccogliere l'erba ozono, che cresce in un orto nel cielo e si dice che assaggiandola ci si possa sentire come in paradiso. |                   |         |
| 45  | L'orto del cielo, Vegetable Sky! 「天空の野菜畑・ベジタブルスカイ！」 - Tenkū no yasaihata bejitaburusukai! | 19 febbraio 2012  |         |
| 45  | Toriko e Komatsu partono per raggiungere l'"orto del cielo", il Vegetable Sky, il luogo in cui crescono le verdure più buone del mondo tra cui l'erba ozono. Raggiunto il viticcio di Sky Plant, la vite gigante che conduce al Vegetable Sky, i due si preparano alla salita. Dopo aver affrontato alcuni animali feroci, piante carnivore e parecchie ore di cammino, a metà della scalata, dei preoccupanti cumulonembi li stanno aspettando. |                   |         |
| 46  | Scoperta! L'erba ozono, la regina delle verdure! 「発見! 野菜の王様オゾン草!」 - Hakken! Yasai no Ōsama Ozon-sō! | 26 febbraio 2012  |         |
| 46  | Toriko, con in spalla Komatsu, attraversa la nuvola tempestosa e in quelle condizioni proibitive impara a gestire il bisogno di ossigeno. Durante la tempesta incontrano il leggendario uccello del tuono, Lighting Phoenix, che li guida fino alla cima della Sky Plant. Raggiungono il Vegetable Sky, il quale cresce grazie alla grande quantità di cenere vulcanica che salendo di quota si raffredda e si accumula nelle nuvole rendendole fertili; in questo ambiente infatti le piante sono più grandi e sane rispetto a quelle sulla terraferma. Per riprendere le energie assaggiano ogni tipo di verdura, ma Toriko scopre di non essere solo. |                   |         |
| 47  | La confessione nei cieli! Nasce la coppia invincibile! 「大空の告白! 不滅のコンビ結成!」 - Ōzora no Kokuhaku! Fumetsu no Konbi Kessei! | 4 marzo 2012      |         |
| 47  | Komatsu raggiunge la radura delle erbe ozono. Quando però Toriko inizia a sfogliarle, esse sembrano contrariate e ritornano allo stato di seme. Komatsu, cercando di sentire la loro voce, capisce che è necessario un procedimento specifico che richiede il levare due foglie per volta e in modo simultaneo. Dopo numerosi tentativi falliti, riescono a raggiungere la foglia centrale. Anche essa per conservare il sapore unico deve essere mangiata contemporaneamente da due persone. Toriko ne esce con le cellule del buongusto evolute e, visto la loro migliorata sintonia, chiede a Komatsu di aiutarlo a completare il suo menù speciale, quando improvvisamente vengono attaccati da un Robot G.T.. |                   |         |
| 48  | Scontro a sorpresa! L'apparizione di una creatura misteriosa! 「衝撃の出会い! 謎の生物現る!」 - Shōgeki no deai! Nazo no seibutsu arawaru! | 18 marzo 2012     |         |
| 48  | Il Robot G.T. in maniera disinteressata mangia l'erba ozono raccolta da Toriko e poi si dilegua. Toriko, nonostante assomigli molto ad un robot, per via del suo strano comportamento crede che la creatura sia un animale proveniente da un altro continente molto lontano. Ritornati al quartier generale della I.G.O., Ichiryu assegna a Toriko e Komatsu, la raccolta di una lista di ingredienti rari come allenamento per il Mondo del Buongusto. Nel frattempo anche Coco e Sunny iniziano il loro allenamento. |                   |         |
| 49  | Il tuffo di Toriko! La verità del Mondo del Buongusto! 「トリコ突入！グルメ界の真実！」 - Toriko totsunyū! Gurume-kai no shinjitsu! | 25 marzo 2012     |         |
| 49  | Sunny racconta che esistono tre strade per accedere al Mondo del Buongusto: la prima è sull'isola Yuto ed è detta il "porto degli spiriti maligni"; la seconda sul continente di Wak, la "via infernale"; e l'ultima, la più facile di tutte, il "bacino delle cascate della vita" sull'isola di Zabel. Toriko decide di provare ad entrare da solo nel Mondo del Buongusto, per testare il proprio livello attuale, attraverso l'isola di Zabel, dato che nelle altre è troppo pericoloso per via di correnti e cicloni impetuosi. Toriko si tuffa dal bacino delle cascate della vita, che rappresenta un'alta scogliera che divide il Mondo umano dal Mondo del Buongusto, ma viene subito attaccato da un Breath Dragon e cade privo di forza in una foresta. |                   |         |
| 50  | Appare un incredibile salvatore! Cosa significhi veramente un partner! 「驚異の助っ人登場！ パートナーの真の意味」 - Kyōi no suketto tōjō! Pātonā no shin no imi | 1º aprile 2012    |         |
| 50  | Toriko rimane vittima, a sue spese, delle insopportabili variazioni climatiche e delle enormi bestie del Mondo del Buongusto. Per sua fortuna viene salvato dal maestro del stordimento Jiro, sorprendentemente ringiovanito. Viste le sue difficoltà, Jiro dice a Toriko che non è ancora pronto per affrontare il Mondo del Buongusto e rivela anche che è stato proprio Komatsu a chiedergli di salvarlo, sotto consiglio di Sunny. Toriko ritorna al Hotel Gourmet consapevole di non potercela fare senza il supporto di Komatsu. |                   |         |
| 51  | La riunione di Toriko e Rufy! Alla ricerca del frutto del mare! 「再会トリコとルフィ！ 海鮮の実を探せ！」 - Saikai Toriko to Rufi! Kaisen no mi o sagase! | 8 aprile 2012     |         |
| 51  | Crossover tra One Piece e Toriko. |                   |         |
| 52  | Scontro! Melk, l'affilatore di coltelli! 「衝撃！ 折れた包丁と研ぎ師メルク！」 - Shōgeki! Oreta hōchō to togishi Meruku! | 15 aprile 2012    |         |
| 52  | Komatsu festeggia il ritorno di Toriko cucinando delle speciali pietanze, ma durante la preparazione il suo coltello da cucina preferito si rompe. Decidono perciò di recarsi dall'arrotino Melk, famoso per le sue lame raffinate, e di approfittarne per raccogliere anche il primo ingrediente della lista di Ichiryu: il firmamento di Melk. I due raggiungono il laboratorio dell'arrotino, dopo aver scalato per due giorni l'interminabile scalinata del monte Melk. Toriko racconta delle spaventose voci riguardo alla reputazione dell'arrotino, il quale però si rivela essere un esile ragazzo di bell'aspetto. |                   |         |
| 53  | Tensione! Il coltello di Toriko contro il coltello di Melk! 「緊迫！ トリコのナイフ対メルク包丁！」 - Kinpaku! Toriko no naifu tai Meruku hōchō! | 22 aprile 2012    |         |
| 53  | Toriko dubita che egli sia il vero Melk di cui tutti parlano. Infatti ammette di essere il successore di Melk I e lavorare come suo discepolo di seconda generazione. Toriko chiede informazioni riguardo al Firmamento di Melk. Melk II racconta che essa è una rarissima cote dorata che se utilizzata per affilare espelle una polvere d'oro, utilizzata anche come condimento. Fu scoperta dal suo maestro, per questo il nome, e con essa si potrebbero produrre i migliori coltelli del mondo. Melk I partì per prelevarla sei anni fa, ma purtroppo non è ancora tornato. Toriko decide di raggiungere l'Heavy Hole per trovare il Firmamento di Melk e il leggendario arrotino. |                   |         |
| 54  | Ultra gravità! Bisogna raggiungere l'Heavy Hole! 「超重力！ ヘビーホールを攻略せよ！」 - Chō jūryoku! Hebīhōru o kōryaku seyo! | 29 aprile 2012    |         |
| 54  | Komatsu assiste al lavoro di Melk II. Nel frattempo Toriko scende nell'Heavy Hole, una profondissima cava, considerata uno dei luoghi più pericolosi del Mondo Umano. In questo luogo la forza di gravità è molto maggiore rispetto a quella sul livello del mare e Toriko è costretto ad anticipare i movimenti per non risultare troppo lento contro gli attacchi delle creature selvagge. |                   |         |
| 55  | La verità nascosta! Appare il primo Melk! 「隠された真実！ 初代メルク現る！」 - Kakusareta shinjitsu! Shodai Meruku arawaru! | 6 maggio 2012     |         |
| 55  | Toriko continua a scendere nella cava e prova a rotolare in modo tale da attenuare la forza di gravità contro il proprio corpo. Quando raggiunge il livello più basso, si è ormai abituato e incontra Melk I, un uomo possente con il corpo ricoperto di cicatrici, ma con un tono di voce bassissimo. Komatsu passa la notte con Melk II, ma rimane molto sorpreso quando scopre che in realtà è una donna. Inizia finalmente a raccontare la sua vera storia: di come, in fasce, venne trovata in una foresta da Melk I e di come osservandolo lavorare si appassionò alla lavorazione delle lame. |                   |         |
| 56  | Si comincia! Il successo del secondo Melk e il firmamento! 「御披露目！ 二代目襲名とメルクの星屑！」 - O hirō-me! Nidaime shūmei to Meruku no hoshikuzu! | 13 maggio 2012    |         |
| 56  | Quando Melk I partì, le richieste di affilatura non cessarono, perciò Melk II dovette sostenere il lavoro che abitualmente faceva il suo maestro. Per questo si sente afflitta: per paura di non riuscire a meritarsi il confronto con il leggendario arrotino. Melk II sta lavorando da anni ad un coltello in grado di cucinare un piatto del menù speciale di Acacia, l'insalata Air. Prima di assentarsi aveva avvertito la figlia della sua partenza, ma lei non aveva compreso per colpa della sua voce troppo bassa. Komatsu, cucinando dei piatti gustosi con i coltelli di Melk II, riesce a ridarle la fiducia in sé stessa che le serviva. Toriko ritorna con il Firmamento di Melk e la ragazza inizia a creare il coltello per Komatsu utilizzando la zanna di Delouth, il re dei draghi. |                   |         |
| 57  | Fino allo stremo! Il coltello di Melk è completato! 「渾身の一作！ 完成メルク包丁！」 - Konshin no isaku! Kansei Meruku hōchō! | 20 maggio 2012    |         |
| 57  | Dopo ore di meticoloso lavoro, Melk II finisce il coltello per Komatsu. La sera tutti e tre cenano con una deliziosa pizza, cucinata con il nuovo coltello e condita con il firmamento di Melk. Alla Honey Prison, intanto, Ichiryu e Yosaku chiedono un appuntamento con la direttrice Love. |                   |         |
| 58  | Superstar! Un viaggio da sogno sul carro del buongusto! 「超セレブ！ グルメ馬車の夢の旅！」 - Chō serebu! Gurume basha no yume no tabi! | 27 maggio 2012    |         |
| 58  | Toriko e Komatsu, assieme a Coco e Sunny, salgono a bordo della Carrozza del buongusto, una sorta di nave da crociera trainata dagli enormi Gigahorse che attraversa i luoghi più affascinanti del Mondo Umano. Dopo diversi giri di parole, Toriko rivela all'esterrefatto Komatsu di voler fare una piccola deviazione ai Cancelli per l'oltretomba, ovvero la porta d'ingresso della Honey Prison. L'obiettivo è liberare il quarto sovrano del cielo, Zebra, e chiedere il suo aiuto per affrontare la Piramide del buongusto e ottenere la Mellow Cola. |                   |         |
| 59  | Finalmente appare! Zebra, l'ultimo sovrano del cielo! 「遂に登場！ 最後の四天王ゼブラ！」 - Tsuini tōjō! Saigo no shiten'nō Zebura! | 3 giugno 2012     |         |
| 59  | Toriko e Komatsu vengono guidati da Ohban, il vicedirettore, nella prigione. La Honey Prison è una delle tre grandi carceri globali del buongusto in grado di rinchiudere i criminali che violano le otto leggi del buongusto, oltre alla Sky Prison, la prigione del cielo, e la Prison Submarine, la prigione subacquea. Nella prigione i detenuti vengono privati del diritto di mangiare piatti deliziosi e, man mano che la gravità del reato commesso sale, i carcerati vengono sempre più schiacciati dal loro desiderio irrefrenabile di cibo, fino a raggiungere la morte. Toriko e Komastu incontrano la direttrice Love, una donna di mezza età in grado di trasmettere feromoni con i quali controllare gli uomini, e le feroci bestie-carnefici. Zebra con un Sound Bazooka di incredibile potenza evade dalle catene della cella di isolamento. |                   |         |
| 60  | Il ruggito scatenato! Zebra il criminale è adesso libero! 「爆音開放！死刑囚ゼブラの出所！」 - Bakuon kaihō! Shikeishū Zebura no shussho! | 10 giugno 2012    |         |
| 60  | La notizia del rilascio di Zebra fa il giro del mondo allarmando tutti. Zebra si presenta come un uomo muscoloso, arrogante e rozzo, che riesce a emettere potenti vibrazioni sonore e percepire suoni a chilometri di distanza. In questo momento la Foresta delle stagioni mortali, che circonda la prigione, è nella stagione delle belve, perciò c'è una grande affluenza di bestie feroci. Mentre Zebra sconfigge un gran numero di animali, Toriko racconta che egli è stato rinchiuso perché a causa della sua forza distruttiva, superiore a quella di Coco, Sunny e Toriko messi assieme, e della sua ingordigia, ha portato all'estinzione ventisei specie pericolose. |                   |         |
| 61  | Suona l'allarme! Zebra arriva nel Sand Garden! 「警報発令！ゼブラ サンドガーデンに上陸！」 - Keihō hatsurei! Zebura Sandogāden ni jōriku! | 17 giugno 2012    |         |
| 61  | Toriko, Zebra e Komatsu noleggiano una lifthouse per raggiungere Sand Garden, la più vasta area desertica del Mondo umano. Giunti nel Regno delle Sabbie, la capitale del paese, i tre iniziano a cercare un equipaggiamento adatto ad affrontare il viaggio che li aspetta. Recatisi in un villaggio desolato, un'anziana signora racconta che è il risultato di anni di scontri tra truppe nemiche che si sono ritirate dopo la notizia della scarcerazione di Zebra. Dopo aver sconfitto un pericoloso Scorpione di Yamata, dalle otto code, egli viene accolto in festa dagli abitanti. |                   |         |
| 62  | Komatsu è scomparso! La maledizione del Desert Labyrinth! 「小松失踪！魔のデザートラビリンス！」 - Komatsu shissō! Ma no dezātorabirinsu! | 24 giugno 2012    |         |
| 62  | I tre attraversano il Sand Garden fino a raggiungere il Desert Labyrinth, una distesa di sabbie rosse da cui nessuno ha mai fatto ritorno. Fino da subito il deserto dà prova della sua reputazione: a causa del caldo si creano dei labirinti di miraggi, un gran numero di bestie feroci attaccano il gruppo, inoltre Komatsu viene risucchiato dalle sabbie mobili. Mentre il piccolo cuoco precipita nel sottosuolo, Toriko e Zebra, grazie all'echo-location di quest'ultimo, seguono Komatsu e raggiungono la Piramide del buongusto in mezzo al deserto. |                   |         |
| 63  | Le voci sigillate! L'altra dimensione della Piramide del buongusto! 「封印された声！ 異空間グルメピラミッド！」 - Fūin sa reta koe! Kūkan Gurume Piramiddo! | 1º luglio 2012    |         |
| 63  | Komatsu si ritrova in un complesso di stanze sotterraneo. Zebra infatti scopre che la Piramide del buongusto è solo la punta di un'enorme struttura sepolta nella sabbia, e con gli ultrasuoni guida il piccolo cuoco verso la cima mentre loro procedono scendendo in labirinto di scale e affrontando pericolose creature. Per aver utilizzato l'echo-location per tutto questo tempo, Zebra perde la voce e anche le tracce di Komatsu. |                   |         |
| 64  | Mistero! I documenti antichi e la creatura nella bara! 「奇々怪々！ 謎の古文書と棺の中の生物！」 - Kikikaikai! Nazo no komonjo to hitsugi no naka no seibutsu! | 8 luglio 2012     |         |
| 64  | Komatsu scopre un'impronta uguale a quella della creatura incontrata nel Vegetable Sky. Zebra con l'ultima voce rimasta protegge Komatsu grazie alla tecnica della Sound Armour, il quale prosegue in una serie di cunicoli fino ad arrivare a delle inquietanti catacombe. In una stanza, ricoperta di geroglifici antichi, trova uno strano libro, ma improvvisamente viene attaccato da una mummia, emersa da una bara, identica ad un Robot G.T.. Mentre Toriko e Zebra sconfiggono bestie di ogni tipo, Komatsu si imbatte in un terribile mostro. |                   |         |
| 65  | La resa dei conti finale! La Sfinge salamandra! 「衝撃対決! サラマンダースフィンクス!」 - Shōgeki Taiketsu! Saramandā Sufinkusu | 15 luglio 2012    |         |
| 65  | Riacquistata la voce Zebra e Toriko raggiungono finalmente Komatsu e si imbattono nel signore della piramide: la Sfinge salamandra. Il libro trovato da Komatsu è in realtà un ricettario, scritto da un popolo antico, che illustra i metodi di preparazione degli ingredienti presenti della piramide. Toriko e Zebra, guidati da Komatsu, si preparano ad affrontare la terribile creatura. |                   |         |
| 66  | Azione combinata! Komatsu dirige Toriko e Zebra! 「連携調理! 小松が操るトリコとゼブラ!」 - Renkei Chōri! Komatsu ga Ayatsuru Toriko to Zebura! | 29 luglio 2012    |         |
| 66  | Komatsu guida gli attacchi di Toriko e Zebra proprio come farebbe un capocuoco con i suoi assistenti. I due, colpendo la Sfinge salamandra in specifici punti secondo le regole, la inducono a espellere il glucosio immagazzinato nei dotti lacrimali durante la stagione. Una volta sconfitta, la bestia scoppia in lacrime producendo così la Mellow Cola. Komatsu viene colpito da una creatura identica a quella del Vegetable Sky e dei geroglifici sul ricettario che beve la Mellow Cola. Toriko e Zebra, privi di energia, entrano in stato di autofagia. |                   |         |
| 67  | L'esplosione delle tecniche combinate! La migliore cola al mondo! 「合体技炸裂! 世界一のコーラいただきます!」 - Gattai-Waza Sakuretsu! Sekaiichi no Kōra Itadakimasu | 5 agosto 2012     |         |
| 67  | Zebra non è stupito dall'intelligenza e l'agilità fuori dal comune della creatura dato che è già stato testimone della forza di un cucciolo di quella specie, nella Honey Prison. Solamente con una mossa combinata di altissima potenza, un settadecuplo pugno chiodato alla velocità del suono, i due riescono a sconfiggere la misteriosa creatura. Komatsu è sopravvissuto grazie alla Sound Armour creata da Zebra prima del combattimento. Ma non tutto è ancora perduto; infatti la Sfinge Salamandra espelle l'ultima cola rimasta, quella più matura e con il gusto migliore. Zebra che prima era senza forze ora sprizza di energia e decide di inserire la dolce bevanda nel suo menù speciale, ma ha ancora un altro desiderio da esaudire. |                   |         |
| 68  | La verità svelata! La volontà di Komatsu e l'identità della creatura misteriosa! 「明かされる真相! 小松の意志と謎の生物の正体!」 - Akasareru Shinsō! Komatsu no Ishi to Nazo no Seibutsu no shōtai! | 12 agosto 2012    |         |
| 68  | Komatsu rivela a Toriko che, prima di partire, aveva posto una condizione con Zebra: se fossero riusciti a raggiungere la Mellow Cola, Komatsu sarebbe diventato suo partner. Komatsu però non è disposto ad abbandonare Toriko proprio adesso e decide che un giorno farà coppia con Zebra solo se il suo menù speciale sarà migliore di quello di Toriko. Mentre tutti e tre brindano con la Mellow Cola, new entry del menù di Zebra, vengono interrotti dall'arrivo di Mansam, Ray, direttore della difesa, e Lap, impiegato del Biotopo numero zero. I tre rivelano i risultati delle loro indagini sull'identità delle misteriose creature apparse finora. Esse, soprannominate Nitro da Acacia, sono creature intelligenti, antiche di migliaia di anni, capaci di entrare in uno stato di conservazione chiamato anidrobiosi. Uno dei loro habitat è proprio la Piramide del buongusto, ma pare che alcuni si siano già spostati. Inoltre si dice che conoscano il modo per ottenere il God. Se la Mafia Alimentare, con i Robot G.T., dovesse sfruttare le loro conoscenze riguardo agli ingredienti e la loro potenza, potrebbe scoppiare una guerra. Ma Toriko è deciso ad impedire tutto ciò. |                   |         |
| 69  | Superare il padre! Il Gatsu-Gatsu Curry di mezza estate! 「父を超えろ! 真夏のガツカツカレー!」 - Chichi o Koero! Manatsu no Gatsu Katsu Karē! | 19 agosto 2012    |         |
| 69  | Toriko e Komatsu si godono una vacanza alla Spiaggia del buongusto, una porzione di costa dove è possibile mangiare in una sfilza di stand gastronomici di qualità. Uno di essi, il Gatsu-Gatsu Curry ha chiuso i battenti perché il proprietario, partito alla ricerca di ingredienti, ha lasciato alla guida del negozio il figlio Cumin il quale è ignaro della ricetta. Toriko e Komatsu decidono quindi di aiutare Safla, la sorella di Cumin, ha catturare l'ingrediente principale del curry, la Watiger sull'Island Horse. |                   |         |
| 70  | Fedeltà ai legami! Il superlativo Gatsu-Gastu Curry! 「つながる絆! 絶品ガツカツカレー!」 - Tsunagaru Kizuna! Zeppin Gatsu Katsu Karē! | 26 agosto 2012    |         |
| 70  | Mentre Komatsu e Safla si occupano di trovare gli ingredienti secondari, Toriko riesce a sconfiggere la Watiger. Con una grande dose d'impegno e l'aiuto di Komatsu, Cumin riesce a creare una sua versione del Gatsu-Gatsu Curry. La sera tutti quanti cenano con il curry cucinato da Cumin il quale assieme a Safla ricorda i bei momenti passati con suo padre alla Spiaggia del buongusto. |                   |         |
| 71  | Nuova avventura! La determinazione di Toriko e il ritorno di un "certo individuo"! 「新局面！トリコの決意と"奴"との再会！」 - Shin kyokumen! Toriko no ketsui to "yakko" to no saikai! | 2 settembre 2012  |         |
| 71  | Toriko e Komatsu si recano nell'isolato Bar Meria per discutere della pericolosa situazione del Mondo del buongusto. Inoltre Toriko decide che rallenterà un po' il ritmo nel prelevare gli ingredienti della lista di Ichiryu per garantire una maggiore protezione al suo partner. I due però incappano in un prominente uomo dai lunghi capelli neri, il quale non è niente di meno che Starjun. Egli rivela soltanto di essere alla ricerca di un ingrediente segreto e che un giorno manterrà la promessa di affrontare Toriko, per poi allontanarsi. |                   |         |
| 72  | La fortuna dalla propria parte! Il pellegrinaggio al Santuario del Buongusto! 「あふれる食運！巡礼グルメ神社！」 - Afureru shoku un! Junrei gurume jinja! | 9 settembre 2012  |         |
| 72  | Toriko e Komatsu si recano al Santuario del Buongusto: una vasta area di 80 000 km² dove sono presenti otto templi in stile scintoista dedicati alle portate del menù completo di Acacia. Miliardi di persone vi si recano ogni anno in pellegrinaggio. Il più visitato è il sacrario principale contenente una statua d'oro di acacia a grandezza naturale che si dice doni un'enorme fortuna alimentare. Dopo aver omaggiato la statua, durante uno speciale evento, i due vengono eletti "uomini del cibo" e condividono il premio con tutti i presenti. |                   |         |
| 73  | Wooah! Le mirabolanti spaventomele! 「ウワーッ！仰天ビックリアップル！」 - Uwā! Gyōten bikkuriappuru! | 16 settembre 2012 |         |
| 73  | Toriko e Komatsu, assieme a Teppei e Ling, partecipano alla Festa del colpo al cuore sull'Isola Spavento, organizzato dal degustatore Apollon: una competizione dove bisogna spaventare le spaventamele, un tipo di mele con il viso umano che migliorano il sapore e il prezzo di mercato più le si sorprende. Tutti quanti escogitano i più diversi stratagemmi, ma alla fine il record del livello di paura 80 viene raggiunto da Zonge. |                   |         |
| 74  | L'uovo di Tigrallina! I souvenir del vecchio Yocchi 「ニワトラの卵！よっち爺さんと妻の記憶」 - Niwatora no tamago! Yocchi jīsan to tsuma no kioku | 23 settembre 2012 |         |
| 74  | Toriko decide di provare ad aggiudicarsi all'asta il "tre metri di ricchezza", un terreno di proprietà del vecchio Yocchi dove il Tigrallina è solito deporre le uova. Yocchi, mangiando l'uovo di Tigrallina con Toriko, racconta come cinquanta anni fa fosse un fornitore di alimenti che interessato ai guadagni non si accorse della salute dell'amata moglie. Quando ella morì, per Yocchi fu un colpo al cuore, ma il destino gli fece trovare un pulcino di Tigrallina proprio dove pranzavano e da allora accudì la creatura in suo ricordo. Yocchi alla fine, grato di aver rivissuto il suo passato, affida il terreno a Toriko e Komatsu. |                   |         |
| 75  | Un cristallo lucente! Il Gourami solare! 「水晶の輝き！サンサングラミー！」 - Suishō no kagayaki! Sansan Guramī! | 30 settembre 2012 |         |
| 75  | La ricerca degli ingredienti della lista di Ichiryu continua: Toriko e Komatsu si preparano per raggiungere il prossimo ingrediente, il Gourami solare, una rarissima specie di pesce che vive nella Death Fall ai piedi dei Monti Mors: i cinque picchi più alti del Mondo umano. I due chiedono aiuto a Sunny, il quale mostra il suo nuovo partner, un cucciolo di Mother Snake. |                   |         |
| 76  | L'impatto con le rapide burrascose! La gigantesca Death Fall! 「衝撃の激流！巨大滝デスフォール！」 - Shōgeki no gekiryū! Kyodai Taki Desufōru! | 7 ottobre 2012    |         |
| 76  | I Monti Mors ospitano circa un migliaio di fiumi e bacini acquiferi con un'acqua limpidissima per via della mancanza di nutrienti che vengono assorbiti dalle montagne e depositati ai piedi della Death Fall. Sunny mostra i frutti del suo allenamento: utilizza la sua nuova mossa, super paletta, per sconfiggere un esemplare di squalopotamo, ma soprattutto dimostra una maggiore compostezza nelle situazioni difficili. |                   |         |
| 77  | Le nuove tecniche di Sunny! I risultati di un grandioso allenamento! 「サニー新技！華麗なる修行の成果！」 - Sanī shinwaza! Kareinaru shugyō no seika! | 14 ottobre 2012   |         |
| 77  | Sunny decide di utilizzare i frutti del suo allenamento: la quintupla super paletta, con la quale restituisce la stessa forza esercitata dalla cascata formando così un varco. Tutto ciò è stato possibile grazie all'allenamento di Guemon, l'anziano fornitore a guardia del continente di Wak, punto di crocevia tra il Mondo del buongusto e quello umano per le bestie selvagge. Egli, dopo anni di dure battaglie, ha imparato a svuotare la mente dai pensieri e grazie alla dote dell'intuito e della fiducia in sé è in grado di sconfiggere anche creature che non ha mai visto. |                   |         |
| 78  | Una combo a 30 colpi! Trentasestuplo doppio pugno chiodato! 「合体30倍！36連ツイン釘パンチ！」 - Gattai 30-bai! 36-Ren Tsuin Kugi Panchi! | 21 ottobre 2012   |         |
| 78  | In direzione dei due fornitori di alimenti si sta dirigendo, trascinata dalla cascata, un'enorme montagna. Toriko, ispirato dalla forza dell'intuizione di Sunny, decide di provare una nuova tecnica combinata. Con un potentissimo trentasestuplo doppio pugno chiodato, 18 per braccio, unito alla super paletta di Sunny, riescono a distruggere il massiccio rilievo, facendo intravedere le caverne dietro la cascata. Dato la stanchezza di Toriko e Sunny, Komatsu si addentra da solo nei cunicoli e raggiunge facilmente il Gourami solare. |                   |         |
| 79  | La fortuna alimentare! Komatsu e il Gourami solare! 「直観調理！小松とサンサングラミー！」 - Chokkan chōri! Komatsu to Sansan Guramī! | 28 ottobre 2012   |         |
| 79  | Il livello di cattura del Gourami solare è classificato intorno a 80 proprio perché la parte più difficile dell'operazione è riuscire a raggiungerlo per via delle cascate. In realtà il livello di cattura reale del pesce è inferiore a 1, tuttavia richiede una preparazione speciale: non conoscendo la paura ed essendo privo di predatori naturali, se venisse anche solo toccato da una creatura più forte perderebbe tutta la lucentezza e il sapore. Andando per intuizione, Komatsu riesce a catturarne qualcuno usando il vellutato olio nel quale nuotano e portarlo da Sunny e Toriko. Komatsu prepara una deliziosa tempura che condisce con il firmamento di Melk, che esalta il sapore del pesce rendendolo ancora più buono. |                   |         |
| 80  | Una produzione super stravagante! Il servizio per il pasto definitivo! 「ド派手演出! 食事に最高の サービスを!」 - Do hade enshutsu! Shokuji ni saikō no sābisu o! | 4 novembre 2012   |         |
| 80  | Toriko, Komatsu e Melk II partecipano alla Competizione di Servizi Buongusto per aggiudicarsi un esemplare di ficocristallo che completerebbe l'affilatura di uno speciale coltello su richiesta. Alla fine colui che ottiene il punteggio più alto è Pochiko, il partner di Melk I e decide di donare il premio a Melk II essendosi guadagnata il suo rispetto. |                   |         |
| 81  | La finissima Chitose Ame! Komatsu e la leggenda di Yun 「極上の千歳飴! 小松とユンの物語!」 - Gokujō no Chitose Ame! Komatsu to Yun no monogatari! | 11 novembre 2012  |         |
| 81  | Toriko, Komatsu e Yun, il piccolo Wall Penguin, ritornano al santuario del Buongusto per festeggiare lo Sichi-Go-San, festa dei bambini, durante la quale vengono distribuite le caramelle Chitose-ame. Avendo finito lo zucchero partono alla ricerca della canna da zucchero della lunga vita. È proprio Yun a trovarla tra mille pericoli e dopo esser stato salvato da Komatsu festeggiano tutti quanti con le dolci caramelle. |                   |         |
| 82  | Raduno alla montagna autunnale! Terry, Yun, Kiss e Quin! 「秋山に集合! テリー。ユン。キッス。クイン!」 - Akiyama ni shūgō! Terī, Yun, Kissu, Kuin! | 18 novembre 2012  |         |
| 82  | Toriko, Komatsu, Coco e Sunny organizzano una gara per vedere chi riuscirà, assieme al proprio partner, a trovare una rara pera traboccante di dolcissimo succo che cresce sulle montagne autunnali. Quando Komatsu viene però portato su una montagna da una coppia di Muttonbotan, tutti collaborano per raggiungere la cima che si scopre essere anche il luogo di crescita di queste pere. |                   |         |
| 83  | Riunione! Take-chan del Castello delle fiabe! 「再会! オトギの城の竹ちゃん!」 - Saikai! Otogi no shiro no Take-chan! | 25 novembre 2012  |         |
| 83  | Nelle cucine della Mafia Alimentare, Starjun, Niceny e Tommy Rod, che nel frattempo si è ripreso e ha evoluto le sue cellule, si riuniscono per progettare il rapimento di diversi cuochi di alto livello per renderli schiavi. Nel frattempo Toriko e Coco si recano al Biotopo n° 8 per trovare una delle portate del menù completo di Ichiryu, nascoste in ogni biotopo del Mondo Umano. Intanto Komatsu fa visita ad un suo vecchio amico: Ootake, chef del Castello delle fiabe. |                   |         |
| 84  | Il bivio! Gli obiettivi degli chef! 「分かれ道! 料理人のめざす先!」 - Wakaremichi! Ryōrinin no mezasu saki! | 2 dicembre 2012   |         |
| 84  | Toriko e Coco raggiungono facilmente il gigantesco forziere, contenente l'ingrediente misterioso, che una volta aperto si rivela essere apparentemente un semplice fagiolo. Komatsu rimane deluso dal cambiamento di Ootake e dal suo eccessivo attaccamento ai soldi e lancia una sfida al vertice della classifica mondiale dei cuochi a modo suo, ma non sa che entrambi sono in grande pericolo. |                   |         |
| 85  | La drammatica trasformazione! Barber Gourmet, il parrucchiere del buongusto! 「劇的変身! 美容室バーバーグルメ!」 - Gekiteki henshin! Biyōshitsu bābā gurume! | 9 dicembre 2012   |         |
| 85  | Mentre Toriko e Coco fanno tappa al Barber Gourmet del parrucchiere del buongusto Pen, viene spiegato che, a detta di Setsuno, il particolare menù speciale di Ichiryu può essere preparato solo da cuochi in grado di sentire la voce degli ingredienti come Komatsu. Subito i due sono però chiamati in urgenza da Mansam alla Honey Prison. |                   |         |
| 86  | I quattro sovrani del cielo a raccolta! Miracolo di una notte di mezzo inverno! 「四天王招集! 真冬の夜の奇跡!」 - Shiten'nō shōshū! Mafuyu no yoru no kiseki! | 16 dicembre 2012  |         |
| 86  | Toriko, Coco, Sunny e Komatsu vengono chiamati per cercare Patch e Johannes che si sono persi a causa del freddo portato dalla stagione congelante, durante la ricerca dell'albero della dolce rugiada, un albero dolce commestibile da cima a fondo. Una volta ricongiunti, assieme addobbano l'albero per le festività natalizie. Ma Patch, sotto richiesta di Mansam, impedisce a tutti di poterlo assaggiare. |                   |         |
| 87  | Buon Itadakimasu! I doni del Babbo Natale del Buongusto! 「メリーイタダキマス? グルメサンタの贈り物!」 - Merīitadakimasu! Gurume Santa no Okurimono! | 23 dicembre 2012  |         |
| 87  | Nella notte di natale Toriko, Komatsu, Sunny e tutti gli altri si mettono nei panni di Babbo Natale per distribuire regali ai bambini delle nazioni povere, non aggregate all'I.G.O., grazie ai fondi ottenuti dalle scommesse del Colosseo del Buongusto. |                   |         |
| 88  | Paradiso o inferno?! Tuffo nel Casinò del Buongusto! 「天国か地獄か!? 突入、グルメカジノ!」 - Tengoku ka jigoku ka!? Totsunyū, Gurume Kajino! | 6 gennaio 2013    |         |
| 88  | Toriko, Coco e Komatsu si recano a Gidal, una regione dove ogni tipo di crimine dilaga. Non essendo affiliata con la I.G.O. non è sottoposta alle sue leggi e permette la compravendita di ingredienti rari e narcotici che altrimenti sarebbero illegali. Il loro obbiettivo è vincere il Meteor Garlic al Casinò del Buongusto. A loro si unisce Match, intenzionato a fermare il mercato nero gestito dall'organizzazione criminale del mondo della cucina clandestina capitanata da Live Bearer. |                   |         |
| 89  | Apparizione! Il boss del mondo della cucina clandestina, Live Bearer! 「登場！地下料理界ボス、ライブベアラー！」 - Tōjō! Chika ryōri kai bosu, Raibubearā! | 13 gennaio 2013   |         |
| 89  | Il gruppo si divide e tutti iniziano a giocare testando la propria fortuna. In particolare Coco che, grazie alle sue abilità di veggente, sbanca il montepremi massimo. Grazie a questa incredibile giocata Toriko, Coco, Match e Komatsu vengono accolti dagli addetti alla sicurezza nell'area VIP: la parte del Casinò del Buongusto dove le scommesse vengono fatte sugli ingredienti e dove i giocatori più incalliti tentano la sorte scommettendo sulla vita degli altri diventando anch'essi “ingredienti”. Una volta dentro ricevono una proposta dal proprietario del casinò e boss del mondo della cucina clandestina, Live Bearer. |                   |         |
| 90  | Gourmet Tasting! Un gioco di carte con la vostra vita in palio! 「命がけのカードゲーム！グルメテイスティング！」 - Inochigake no kādo gēmu! | 20 gennaio 2013   |         |
| 90  | Live Bearer accompagna il gruppo nell'area VIP clandestina. Qui l'oggetto delle scommesse sono invece i ricordi delle persone sui cibi che hanno mangiato in passato. La cucina clandestina utilizza infatti una tecnologia avanzata per accedere ai ricordi, immagazzinati nell'ippocampo, e ricostruire con i dati ottenuti il sapore di ingredienti rari e illegali ormai estinti da poter infine vendere ai clienti interessati. Il Meteor Garlic che stanno cercando è contenuto sotto forma di dati nel cervello di Live Bearer, il quale sfida ognuno a scommettere sui propri ricordi organizzando un gioco di carte: il Gourmet Tasting. |                   |         |
| 91  | Pareggio! Coco VS Live Bearer 「デッドヒート！ココVSライブベアラー」 - Deddohīto! Koko VS Raibubearā | 27 gennaio 2013   |         |
| 91  | Il Gourmet Tasting è un gioco in stile memory dove i giocatori, rispettando le regole, devono appaiare le carte e mangiare il piatto raffigurato su di esse. Se si riesce a finirlo si vincono i punti assegnati in base alla tipologia di ingredienti, altrimenti il turno passa all'avversario. Live Bearer ottiene subito un largo vantaggio consumando cibi di alto livello. Ma Toriko riesce a finire ingredienti molto particolari, grazie alla preparazione di Komatsu, e riporta lo scontro alla parità. Dopo diverse manche, la vera sfida tra Coco e Live Bearer sta per cominciare. |                   |         |
| 92  | Il piano di Coco! Le carte flop che determinano il risultato! 「ココの策略！勝負を決めるハズレ食材！」 - Koko no sakurya ku! Shōbu o kimeru hazure shokuzai! | 3 febbraio 2013   |         |
| 92  | Coco commette volontariamente degli errori nell'accoppiamento delle carte e questo permette a Live Bearer di pescare e finire diversi ingredienti che gli garantiscono di allungare così il suo vantaggio ormai considerevole. Sul tavolo da gioco rimangono solo dieci coppie di carte che raffigurano ingredienti velenosi, quasi impossibili da mangiare, e carte flop, ingredienti di alto livello di cattura, ma con basso punteggio. Pescando tali carte non si avrebbe la certezza di diminuire il divario e sembra che entrambe le squadre stiano aspettando per valutare le mosse dell'avversario. Toriko è costretto ad affrontare la carta jolly dell'Hannya Panda. |                   |         |
| 93  | Mangia o verrai mangiato! Toriko contro l'Hannya Panda! 「食うか食われるか！トリコVS般若パンダ！」 - Kuu ka kuwareru ka! Toriko VS Hannya Panda! | 10 febbraio 2013  |         |
| 93  | Toriko si scontra con il temibile Hannya Panda. Dopo un accesso confronto Toriko, seguendo i consigli di Sunny sull'intuizione, riesce a sconfiggere l'avversario con il trentasestuplo doppio pugno chiodato. Il sovrano del cielo finisce l'Hannya Panda, il quale essendo una carta jolly permette a Coco di scambiare una delle proprie carte peggiori con una di Live Bearer ottenendo il suo punteggio. Coco commette un errore facendo intendere a Live Bearer di aver bisogno di una pausa per Toriko e come previsto egli passa il turno. Toriko, grazie anche all'aiuto di Komatsu, riesce quindi a finire altri due ingredienti flop, ma ora si trova di fronte alle Nitro Cherry, pericolossissime ciliegie che esplodono al minimo stimolo. |                   |         |
| 94  | Climax! I peggiori ingredienti rimasti! 「クライマックス！残された最悪の食材！」 - Kuraimakkusu! Nokosare ta saiaku no sokuzai! | 17 febbraio 2013  |         |
| 94  | Toriko mangia le Nitro Cherry nonostante l'esplosione abbia danneggiato i suoi organi interni. Coco scambia, a sorpresa, una delle carte ad alto punteggio di Live Bearer con la propria carta jolly, raffigurante l'Hannya Panda. Live Bearer rinuncia a mangiarlo e il punteggio della carta rimane a Coco. Toriko riesce, seppur con difficoltà, a finire la carta appena scambiata, riuscendo così a ribaltare leggermente lo svantaggio. Subito dopo Live Bearer finisce facilmente un ingrediente altamente narcotico rendendo la rimonta, da parte di Coco, praticamente impossibile anche se riuscissero a finire tutti gli ingredienti rimasti. Live Bearer ha già la vittoria in tasca e dopo qualche turno rimane una sola carta: la Poison Potato. Ma Coco ha già capito da tempo la strategia di Live Bearer e sta per comprometterla. |                   |         |
| 95  | Il momento decisivo! Il grande scenario di Coco! 「決着の時! ココの壮絶なるシナリオ!」 - Ketchaku no Toki! Koko no Sōzetsunaru Shinario! | 3 marzo 2013      |         |
| 95  | Avendo messo alle strette Live Bearer, Coco smaschera la strategia del malvagio avversario. Il mazzo conteneva tutte carte che Live Bearer poteva cucinare e mangiare con facilità in modo tale da crearsi subito un vantaggio. Ma le carte contenevano anche ingredienti che se mangiati in un certo ordine portavano degli effetti più o meno buoni. Coco è riuscito a basare il gioco su questo concetto, cosa che Live Bearer non aveva programmato di fare, agendo in anticipo e facendo in modo che l'avversario pescasse certe carte. Inoltre Coco ha previsto che Live Bearer avrebbe utilizzato dei trucchetti per mangiare gli ingredienti più pericolosi, come una protezione allo stomaco, e così durante il gioco ha spinto quest'ultimo ad imitare le preparazioni di Komatsu facendolo cadere involontariamente nella sua trappola. Se Live Bearer provasse a mangiare la Poison Potato, a causa della combinazione di ingredienti mangiati, morirebbe. Non potendo accettare la sconfitta, attacca Coco, ma viene sconfitto facilmente. Alla fine Toriko finisce di mangiare la Poison Potato, la quale accresce il livello delle sue cellule del buongusto. |                   |         |
| 96  | Un gusto che è fuori da questo mondo! L'effetto causato dal mangiare il Meteor Garlic! 「うまさ宇宙級！実食メテオガーリック！」 - Uma sa uchū kyū! Jitsu shoku Meteogārikku! | 17 marzo 2013     |         |
| 96  | Toriko, Coco, Komatsu e Match ottengono il Meteor Garlic. Komatsu si accinge a cucinarlo e il vedere un giovane cuoco che lavora con così grande bravura assopisce il male nel cuore di Live Bearer, il quale decide di aiutarlo nella preparazione. Assieme mangiano il Meteor Garlic, in grado di ridare tutte le energie per via dei suoi nutrienti, e Live Bearer, grato per aver potuto mangiare un ingrediente reale e non sotto forma di dati, lascia il casinò nelle mani di Match. Il gruppo si reca alla reggia del Regno di Gidal, dove lavora Joa, chef privato del re Danil Kan e unico chef a conoscenza dell'ubicazione di Atom, la bevanda del menù di Acacia cercato da Coco. Al loro arrivo, tuttavia, la reggia è già deserta. |                   |         |
| 97  | Il pinnacolo della resa dei conti! Ichiryu contro Midora della Mafia Alimentare! 「頂上対決！一龍VS美食會・三虎！」 - Chōjō taiketsu! Ichiryū VS Bishokukai san tora! | 24 marzo 2013     |         |
| 97  | Di ritorno da Gidal, Match ha assunto il controllo del casinò e le operazioni di eliminazione degli ingredienti illegali, mentre Toriko e Komatsu continuano i loro allenamenti. Nel frattempo Ichiryu si è recato alla base della Mafia Alimentare e dopo aver mostrato la sua incredibile forza desidera poter parlare con il boss Midora. Il tentativo di riappacificare la acque non ha successo e Ichiryu è costretto ad andarsene consapevole che molto presto servirà molto più aiuto se vuole sottrarre God dalle forze del male. |                   |         |
| 98  | Nascosta la formazione dell'ingrediente! Istruzioni di emergenza da Ichiryu! 「隠された修行食材! 一龍からの緊急指令!」 - Kakusareta shugyō shokuzai! Ichiryū kara no kinkyū shirei! | 31 marzo 2013     |         |
| 98  | Toriko, dopo essere stato informato dall'indovino Monchy riguardo all'ubicazione del prossimo ingrediente d'allenamento, che si dice si trovi nell'immensa Lost Forest, invita Komatsu al Biotopo n° 2. Toriko spera di riuscire a trovare i componenti speciali da utilizzare nei rotoli di sushi di Monchy in grado di indicare la direzione verso la quale proseguire. Vengono tuttavia richiamati da Ichiryu per un'operazione di emergenza allo Stagno Pentola. |                   |         |
| 99  | Corri, esercito più forte! Toriko, Rufy, Goku! 「走れ最強軍団! トリコとリフィと悟空!」 - Hashire saikyō gundan! Toriko to Rufi to Gokū! | 7 aprile 2013     |         |
| 99  | Crossover tra One Piece, Dragon Ball e Toriko. L'International Gourmet Organization (IGO) ospita un Torneo del Cibo (Tenkaichi kuōkai), ovvero una gara al centro dell'isola ospitante, e il vincitore riceverà rarissima carne pregiata. Il torneo è condotto da un annunciatore, dal direttore dell'IGO Mansam e dall'"Uomo più forte del mondo" Mr. Satan. Rufy, Sanji, Chopper, Nami, Franky, Brook, Zoro, Toriko, Sunny, Rin, Komatsu, Setsuno, Goku, Gohan, Goten, Trunks, Numero 18 e il Maestro Muten partecipano al torneo, mentre Robin, Usop, Coco, Crilin, Marron, Piccolo, Tenshinhan, Yamcha, Chiaotzu, Puar, Ox-King, Yajirobe, Korin e Videl assistono al torneo. All'inizio del torneo, tutti i concorrenti, tranne i sopracitati vengono eliminati da un gigantesco insetto Konnanoarijigoku. Il gruppo si divide tra un percorso di montagna, uno nel deserto e uno nella foresta. Sanji, Komatsu, Setsuno e Gohan attraversano una foresta e si imbattono in un Manpukuhihi; invece di combatterlo, Setsuno spiega che li lascerà passare se riusciranno a soddisfare la sua fame e Sanji e Komatsu gli cucinano diversi piatti di cibo. Durante il percorso nel deserto, Brook e Muten fingono di svenire a causa del calore e affermano che atti indecenti da parte di Nami e Rin li aiuteranno a riprendersi, ma si rifiutano. Nel frattempo, Franky irrita Numero 18 insistendo su quanto sia "Super" essere un cyborg. Altrove, Trunks e Goten usano la fusione per diventare Gotenks; Chopper tenta di eseguire lui stesso la fusione, ma il suo unico partner è Sunny, che disgustata si rifiuta. Rufy, Toriko e Goku intraprendono il percorso più difficile: la via della montagna. Goku corre in testa agli altri due, ma viene convocato da Re Kaio per fermare una pericolosa creatura in arrivo dallo spazio. Ai margini della foresta, Tina riferisce che Zoro si è perso e viene subito sfidato da Zebra. Avendo appena saputo della gara, Vegeta arriva per cercare Goku, ma finisce rapidamente in una sfida a tre con gli altri due, spingendo Tina a scappare in preda al panico e a porre fine alla sua copertura. Rufy, Toriko e Goku raggiungono il traguardo e afferrano contemporaneamente la bandiera dell'obiettivo, scatenando un duello tra i tre per la vittoria; Satan cade accidentalmente dentro all'erena di battaglia e gli altri annunciatori pensano che stia gareggiando insieme ai tre finalisti. Rufy, Goku e Toriko sottovalutano i loro attacchi e distruggono la maggior parte dell'arena, lasciando solo una piccola parte, Satan riesce a rimanere su tale parte. Per questo motivo, Satan è tecnicamente l'unico concorrente ancora in gara e vince il torneo. Satan decide di dividere la carne tra tutti i finalisti e i loro amici, mentre una misteriosa creatura si avvicina all'isola. L'episodio continua nell'anime One Piece all'episodio 590. |                   |         |
| 100 | Per commemorare il centesimo episodio, i quattro sovrani del cielo insieme! 「百回記念で四天王全員大集合!」 - Hyaku kai kinen de Shitennō zenin dai shugo! | 14 aprile 2013    |         |
| 100 | Lo Stagno Pentola è un grande bacino di olio dove vivono numerose specie di pesci d'acqua dolce, compresa il Madame Fish. In questo momento lo stagno è completamente ghiacciato e ciò rende più facile la cattura del pregiato pesce. Ichiryu ha convocato tutti e quattro i sovrani del cielo, i quali organizzano una gara di pesca. Alla fine è proprio Komatsu a pescarlo e, dopo aver sventato l'attacco dei predatori, sono pronti per gustarlo e riportarlo da Mochy come componente speciale del rotolo di sushi. |                   |         |
| 101 | Toriko, svenimento in agonia?! Cattura il più puzzolente ingrediente del mondo! 「トリコ悶絶!?世界一臭い食材を捕獲せよ!」 - Toriko Monzetsu!? Sekaiichi kusai shokuzai o hokaku seyo! | 21 aprile 2013    |         |
| 101 | Una volta ottenuto il Madame Fish, Toriko e Komatsu si recano all'arcipelago dei Grandi Bevitori, un insieme di isole incontaminate dove si può bere ogni tipo di alcolico, ognuno reperibile in natura. Sull'isola è possibile trovare anche l'aceto reale, altro componente del sushi di Monchy. Ma non è ancora abbastanza, e Toriko e Komatsu sono costretti a raccogliere anche la Dudurian Bomb, un frutto dall'odore terrificante che nel momento in cui, completamente maturo, cade a terra, esplode in un'intensa nuvola di fetore dal raggio d cento chilometri. |                   |         |
| 102 | Troppo grande! Con i movimenti del wrestling professionistico, il completamento del rotolo di sushi 「デカすぎ!プロレス技で巨大恵方巻き完成!」 - Deka-sugi puroresu-waza de kyodai eho-maki kansei! | 28 aprile 2013    |         |
| 102 | Manca un solo ingrediente necessario alla preparazione del sushi di Monchy: l'alga nori per avvolgerlo. Toriko e Komatsu si recano quindi a Ecoland, luogo di soggiorno dei cavalieri del Buongusto e della vecchia conoscenza Takimaru. Ecoland è un piccolo villaggio in perfetta sintonia con la natura i cui abitanti vivono una vita di sussistenza. Qui Toriko incontra il fratello gemello di Monchy, il capovillaggio Nonchy, che accetta di lasciargli l'econori se riuscirà a ricaricare di energia il villaggio con le Solar Turtle, tartarughe che fungono da pannelli solari e che una volta scariche una parte del guscio può essere utilizzato come nori. Finalmente Toriko e Komatsu tornano da Monchy con tutti gli ingredienti e il cuoco con le tecniche del wrestling professionistico prepara un rotolo di sushi gigantesco. |                   |         |
| 103 | Mani e archi! Appare il patrimonio vivente del cibo di lusso Chin Chinchin 「合掌一礼!美食人间国宝·珍镇々登场!」 - Gasshōichirei Bishoku Ningen Kokuho Chinchinchin Tojo! | 5 maggio 2013     |         |
| 103 | Il rotolo di sushi precipita al suolo segnando la direzione da seguire e Toriko e Komatsu si apprestano a mangiarlo fino ad arrivare proprio al centro della Lost Forest. A quel punto si accorgono però che il rotolo è stato tagliato e decidono di seguire le tracce del colpevole fino ad un misterioso ristorante: la tradizionale Cucina fantasma. Entrando scoprono che la cuina è gestita da Chiru, 15° chef della classifica mondiale, e inoltre incontrano il patrimonio vivente del cibo di lusso Chin Chinchin. Il ristorante è costruito con il legno dell'albero della sparizione magica per tenere alla larga i visitatori indesiderati e offre un menù di ingredienti particolarmente delicati, difficilissimi da mangiare se non si utilizzano le maniere giuste. I due decidono di pranzare, ma purtroppo ciò che riescono a finire è ben poco. |                   |         |
| 104 | Coloro che sono senza gratitudine non dovrebbero entrare! Il temibile tempio di Shokurin! 「感謝なき者入るべからず!恐怖の食林寺!」 - Kansha naki mono hairubekarazu! Kyofu no shoku hayashiji! | 12 maggio 2013    |         |
| 104 | Toriko e Komatsu, accompagnati dal maestro Chin Chinchin si incamminano verso il tempio di Shokurin, il luogo in cui sono custoditi i frutti di sapone, il prossimo ingrediente dell'allenamento indetto da Ichiryu. Chin Chinchin intanto racconta che la sua partner Chiyo, altro patrimonio vivente, è recentemente scomparsa per cause sconosciute come altri famosi cuochi. Raggiunto il tempio, Chin Chinchin rivela che solamente coloro che mostrano profondo e costante rispetto verso il cibo possono accedervi senza essere attaccati dal tempio stesso, il quale è anche una sede di riabilitazione dove i criminali sono sottoposti ad uno speciale allenamento. Toriko e Komatsu decidono di farne parte sotto la guida del vice-maestro Shuu. |                   |         |
| 105 | Toriko, completamente sconfitto!? Il potere delicato e disinibito del galateo alimentare! 「トリコ完全敗北!?繊細かつ豪快,食義の威力!」 - Toriko kanzen haiboku!? Sensai katsu gokai, shoku gi no iryoku! | 19 maggio 2013    |         |
| 105 | Shuu decide di sfidare Toriko per testare il suo livello iniziale. Shuu mostra una grazia e una delicatezza nei movimenti fuori dal comune e riesce con estrema freddezza a schivare ogni attacco di Toriko. Nonostante la potenza dei suoi attacchi, Toriko non riesce neanche minimamente a colpire Shuu il quale, padroneggiando il galateo alimentare, costringe il sovrano del cielo, ormai esausto, ad arrendersi. Shuu riesce anche a battere Komatsu in una gara di preparazione facendo capire ai due di essere fin troppo irruenti e poco aggraziati, tanto da commettere movimenti inutili. Inizia quindi il loro allenamento. |                   |         |
| 106 | È tutta questione di apprezzamento! Elementi essenziali del galateo alimentare! 「感謝あるのみ!食義の極意!」 - Kansha aru nomi! Shoku gi no gokui! | 26 maggio 2013    |         |
| 106 | Toriko e Komatsu iniziano l'allenamento per il galateo alimentare. Coloro che decidono di intraprenderlo devono seguire ore di meditazione, regole molto dure, mostrare una gratitudine costante per le cose terrene e soprattutto ingredienti che richiedono una grande concentrazione per essere mangiati. Per i due quindi si rivela essere molto impegnativo. Inizialmente i due sono dubbiosi sull'utilità di tutto ciò, ma dopo tre giorni Toriko scopre di essere ora in grado di sferrare attacchi più potenti con minor energia, mentre Komatsu di riuscire a cucinare anche gli ingredienti più complicati istintivamente e senza movimenti inutili. Capendo l'importanza dell'allenamento decidono di continuarlo. |                   |         |
| 107 | Una minaccia si avvicina! Affrettati, Toriko, lungo la Bubble Way! 「迫る脅威!いそげ,トリコ!シャボンフルーツへの道」 - Shabonfurūtsu e no michi semaru kyoi! Isoge, Toriko! | 2 giugno 2013     |         |
| 107 | Il maestro Chin Chinchin avverte una pericolosa minaccia avvicinarsi al tempio. Diversi giorni dopo, Toriko e Komatsu sono in grado di padroneggiare il galateo alimentare alla perfezione avendo impostato l'allenamento già ad un alto livello di difficoltà. Chin Chinchin invita i due nel tempio centrale dove potranno ottenere il frutto di sapone. Solo uno dei due però potrà attraversare la Bubble Way, dato che il frutto è un ingrediente molto timido. Toriko si incammina assieme al maestro, ma dopo un tempo interminabile Chin Chinchin spiega che quello è un allenamento necessario per apprendere l'immersione alimentare, la capacità di concentrarsi completamente su un pasto e ricavare la maggiore quantità di energia possibile. Al tempio, nel frattempo, arriva il patrimonio vivente Chiyo. |                   |         |
| 108 | Tragedia! La fine del tempio di Shokurin... Addio Komatsu! 「惨剧!食林寺の終焉...さらば,小松!」 - Sangeki! Shoku hayashiji no shuen... saraba, Komatsu! | 9 giugno 2013     |         |
| 108 | Mentre Toriko continua a camminare arrivando al limite delle proprie forze, Chiyo assieme a dei sottoposti, tra cui un Golem, inizia ad attaccare i discepoli del tempio. Toriko con gli estremi respiri rende grazie a tutti gli ingredienti mangiati finora e i frutti di sapone appaiono a migliaia sulla Bubble Way. Chiyo rivela di essere entrata nelle file del Mafia Alimentare e sconfigge facilmente con i suoi coltelli i migliori combattenti del tempio. Toriko evolve le sue cellule con i frutti di sapone e Komatsu si ritrova faccia a faccia con l'amico Take, anch'esso diventato malvagio, che lo pugnala inaspettatamente. |                   |         |
| 109 | Una potenza mai rivelata! Uno che ha dominato il galateo alimentare! 「剛力無双! 食義を極めし者!」 - Gōrikimusō! Shokugi o kiwameshimono! | 16 giugno 2013    |         |
| 109 | In realtà Take ha utilizzato un coltello rigenerante, una tecnica proibita grazie alla quale un cuoco è in grado di rigenerare la parte che viene tagliata con cellule curative e se usata correttamente consente di mangiare un ingrediente all'infinito. Inoltre, Take non riesce ancora a comprendere l'importanza data da Komatsu a tecniche “inutili” come il galateo alimentare. Proprio mentre sta per rivelare il nome del suo nuovo partner, giunge Chin Chinchin che inizia a combattere con Chiyo. Il tempio è in una situazione disperata, ma finalmente anche Toriko è pronto a combattere. Toriko dimostra i risultati dell'allenamento sconfiggendo il Golem di Chiyo con un pugno chiodato di una potenza mai vista prima. Nel frattempo Chin Chinchin viene sopraffatto dalla malvagia Chiyo. |                   |         |
| 110 | "La classe del patrimonio vivente": tecniche da 100 milioni di yen! Toriko VS nonna Chiyo 「"国宝级"一振り一億円の技!トリコVS千代婆!」 - "Kokuho-kyu" Hitofuri Ichiokuen no Waza! Toriko VS Chiyo baba! | 23 giugno 2013    |         |
| 110 | Toriko inizia a combattere contro nonna Chiyo, i cui fendenti si dice valgano 100 milioni di yen ciascuno. Toriko padroneggia le proprie mosse molto meglio di prima e riesce a combattere alla pari con la rivale. Nel momento cruciale della battaglia, Take e Chiyo vengono portati in salvo da un terrificante Robot G.T., comandato da Starjun, a bordo di un Big Bang Shark ed in possesso dei frutti di sapone, lasciando Toriko e Komatsu con nulla di fatto. Komatsu è affranto dal fatto di aver perso un suo amico e promette che un giorno riuscirà a batterlo. |                   |         |
| 111 | L'ingrediente misterioso "C", il Biotopo numero zero di Ichiryuu ! 「幻の食材“C”一龍と最強第0ビオトープ」 - Maboroshi no shokuzai “C” Ichiryū to saikyō dai 0 Biotōpu | 30 giugno 2013    |         |
| 111 | Sul luogo della battaglia giunge Chiru, il quale cura le ferite del maestro utilizzando la stessa tecnica proibita di Take, il coltello rigenerante. Chin Chinchin si risveglia e racconta il motivo per cui Chiyo è entrata nella Mafia Alimentare: il suo obiettivo è l'ottavo ingrediente segreto del menù di Acacia, l'antipasto in grado di risvegliare i morti e che potrebbe riportare in vita anche suo figlio. Intanto nel Biotopo numero zero Ichiryu invita gli uomini più potenti del Mondo umano per avvertirli che la Mafia Alimentare ha messo gli occhi su Center e prepararli all'inizio della guerra per God. Inoltre Ichiryu incarica l'eremita Kousairou alla preparazione del Festival della Cucina. Toriko e Komatsu lasciano il tempio consapevoli che il loro cammino sarà ancora più difficile d'ora in avanti. |                   |         |
| 112 | L'ape leggendaria "Ape Infinita", Toriko contro un nuovo tipo di Robot G.T. 「伝説の蜂“インフィニ・ビー”トリコVS新型GTロボ」 - Densetsu no hachi "Infini bi" Toriko VS shingata GT Robo | 7 luglio 2013     |         |
| 112 | Il vicecapocuoco della Mafia Alimentare Yu si prepara a partire con obbiettivo la cattura dell'ape infinita, quella che potrebbe essere l'ingrediente base della portata principale del menù di Acacia. Mentre Komatsu lavora nel suo ristorante viene incaricato assieme a Toriko da Setsuno per la raccolta del grano d'oro, l'ingrediente necessario per la preparazione dello zenmen, la fantomatica fettuccina preparata da Setsuno. Durante la raccolta del grano, sull'isola su cui cresce, Toriko viene attaccato dal Robot G.T. comandato da Yu. Esso è l'ultimo modello in mano alla Mafia Alimentare in grado di mimetizzarsi con l'ambiente circostante, muoversi più velocemente e costruito con materiali più resistenti. I due iniziano a combattere. |                   |         |
| 113 | Mostra la sua vera forza! Komatsu onora il cibo! Le spettrali tagliatelle, "Zenmen" 「本領発揮！小松の食義 実食！幻の麺“全麺”」 - Honryō hakki! Komatsu no shoku Yoshi jisshoku! Maboroshi no men “zen men” | 14 luglio 2013    |         |
| 113 | Il combattimento tra i due termina dopo poco tempo dato che il Robot G.T. decide di catturare l'ape infinita, attirata dal grano raccolto da Komatsu, e fuggire. Tornati al ristorante di Komatsu, al piccolo cuoco viene affidato il delicato compito di cucinare lo zenmen sotto la guida di Setsuno. Successivamente tutti insieme assaggiano i gustosi piatti preparati con le fettuccine. Non solo Toriko e Komatsu hanno migliorato le proprie capacità grazie al galateo alimentare, ma anche gli altri sovrani del cielo sono diventati più forti. Nel frattempo la Mafia Alimentare si mette a studiare l'ape infinita. |                   |         |
| 114 | I quattro sovrani del cielo si riuniscono! Le bestie del Mondo del Buongusto, le "quattro belve" si risvegliano!! 「四天王集結！グルメ界の怪物“四獣”の目覚め！」 - Shiten'nō shūketsu! Gurume-kai no kaibutsu “yon jū” no mezame! | 21 luglio 2013    |         |
| 114 | Mentre i sovrani del cielo si sono riuniti per pranzare al ristorante del Re delle portate, sul piano più alto delle Gourmet Towers, qualcosa di terribile sta per accadere nel Mondo del Buongusto. Tutti gli abitanti di Gourmet Town sono evacuati al centro del mondo. Le quattro belve si sono infatti risvegliate dal loro sonno lungo decine di secoli, affamate di umani. Una volta finito di pranzare con i frutti di sapone cucinati da Komatsu i quattro sovrani del cielo ricevono un video messaggio da Ichiryu con la parte finale del loro allenamento: fermare ognuno la rispettiva belva proveniente da nord, sud, est e ovest prima che attacchi miliardi di civili. |                   |         |
| 115 | La battaglia per determinare il destino del genere umano!Le quattro belve VS i quattro sovrani del cielo!! 「人類の存亡をかけた戦い!四獣VS四天王!!」 - Tatakai! Yon Shishi VS Shitennō! | 28 luglio 2013    |         |
| 115 | Le quattro bestie proseguono il loro cammino seminando morte e distruzione in ogni luogo del Mondo Umano. Neppure il più grande sbarramento delle forze armate della IGO riesce a rallentarli e il nervosismo tra gli umani inizia a diffondersi. I quattro sovrani celesti, accompagnati dai propri partner, raggiungono le quattro belve, tutte con un livello di cattura superiore al 100. Mentre Sunny si prepara ad affrontare il King Octopuskong, Zebra la Mount Turtle e Coco l'Invite Death, Toriko inizia a combattere con il Re delle Zanne. |                   |         |
| 116 | Toriko, Coco, Sani, Zebra - La tempesta di attacchi dei quattro sovrani del cielo!! 「トリコ・ココ・サニー・ゼブラ 四天王、嵐の猛攻!!」 - Toriko, Koko, Sanī, Zebura Shitennō, Arashi no Mōkō!! | 11 agosto 2013    |         |
| 116 | La battaglia che determinerà il futuro dell'umanità è cominciata. I Sovrani Celesti attaccano le Quattro Belve con i propri attacchi migliori, ma le creature non sembrano subire nessun danno e rispondono con colpi altrettanto potenti. Komatsu e Rin riguardano il video messaggio di Ichiryu che Zebra aveva bloccato prima della fine e scoprono altri due particolari riguardanti le Quattro Belve. Il primo è che le Quattro belve sono solo gli “arti” inviati da una creatura principale ben più forte e il secondo è che qualcuno la sta controllando dall'oscurità. |                   |         |
| 117 | La nuova crisi di Toriko, lo strisciante corpo principale delle quattro belve!! 「トリコ新たなる危機 忍び寄る四獣の本体!!」 - Toriko Arata Naru Kiki Shinobiyoru Yon Juu no Hontai!! | 18 agosto 2013    |         |
| 117 | Toriko grazie a due nuove tecniche, il Cannon Fork e il Boomerang Knife, imparate con Galateo Alimentare riesce a ferire il Re delle Zanne. Coco riesce a produrre gli anticorpi contro il veleno dell'Invite Death e dopo averlo colpito con una lancia, contenente un virus in grado di produrre un veleno in base alla creatura trafitta, lo immobilizza. Sunny amplifica la potenza del suo Punch Fry Gaeshi, riflettendolo sui suo tocchi e poi lo scaglia contro il King Octopuskong che aveva prima bloccato con la sua tecnica Hair Marionette. Infine la Mount Turtle viene stata colpita dal devastante Beat Punch di Zebra. Rin avverte i Sovrani Celesti della sua scoperta proprio mentre le Quattro Bestie fuggono sottoterra per tornare nel corpo principale. Toriko, Coco, Zebra e Sunny si apprestano a seguire le Quattro Bestie che si dirigono al centro del Mondo Umano, dove il corpo principale ha strisciato fino alla Città del Buongusto |                   |         |
| 118 | La scioccante unione delle quattro belve e la pioggia verde!! 「四獣、衝撃の合体と緑の雨(グリーンレイン)!!」 - Yon Shishi, Shōgeki no Gattai to Midori no Ame Gurīnrein! | 25 agosto 2013    |         |
| 118 | Mentre il corpo principale semina il terrore nella Città del Buongusto giungono i Quattro Sovrani Celesti. Anche le Quattro Bestie raggiungono la città e vengono assorbite dal corpo principale che si trasforma in una mostruosa creatura. La creatura oscura il cielo facendo cadere la Pioggia Verde; una pioggia velenosa che uccide in meno di un'ora tutti coloro che ne vengono bagnati. Toriko, Coco, Sunny e Zebra uniscono le forze per sconfiggerlo il prima possibile. I quattro attaccano con le loro migliori tecniche, ma l'avversario sembra essere in grado di proteggersi da ognuna di esse. Intanto Komatsu si reca di corsa per preparare un antidoto dallo chef Yuda, il quale è abbastanza pessimista riguardo alla riuscita dell'operazione. |                   |         |
| 119 | Il peggior dilemma dei quattro sovrani del cielo! La determinazione di Komatsu! 「四天王最大の窮地！小松の決意！」 - Shitennō Saidai no Kyūchi! Komatsu no Ketsui! | 1º settembre 2013 |         |
| 119 | Lo chef Yuda pensa che preparare una tale quantità di antidoto in poco tempo sia impossibile, ma giungono ad aiutarli Senstuno e Chiru accompagnate da altri chef di alto livello, tra cui Live Bearer, Damala Sky, Lulubhu, Tsurara Mama e Sumire. L'antidoto richiede la preparazione speciale del Mochi color porpora che reagendo annulla l'effetto del veleno. Purtroppo neanche un gruppo così dotato di chef riuscirebbe a prepararne abbastanza così, incredibilmente, decidono di riservare l'antidoto ad una piccola parte di abitanti. Komatsu non accetta questa drastica decisione e promette di trovare un modo semplice e fattibile da tutti in 10 minuti. Mentre gli altri chef chiamano più aiutanti possibile Rin e Teppei cercano di proteggere le persone spargendo l'endorfina provocando una nube di foschia. |                   |         |
| 120 | Salva l'umanità con la tua miracolosa fortuna culinaria!! 「奇跡の食運で人類を救え!!」 - Kiseki no Shoku un de Jinrui o Sukue!! | 8 settembre 2013  |         |
| 120 | Tutti gli chef sono molto ansiosi di vedere i risultati di Komatsu. In particolare Chiru che alla Cucina Scomparsa ebbe l'occasione di vederlo in azione con ingredienti incredibilmente difficili da cucinare. Komatsu, proprio allo scadere dei 10 minuti trova il modo di preparare i Mochi, dalla durata di soli 3 minuti, e gli chef radunano circa 5 000 000 di affiliati per una produzione di massa. Mentre le istruzioni vengono trasmesse in tutto il mondo, Toriko, Coco, Zebra e Sunny sono esausti e sopraffatti dalla potenza del Corpo Principale |                   |         |
| 121 | Esplodi! La curiosità per il gusto! La tecnica combinata dei quattro sovrani del cielo!! 「炸裂! 味への好奇心! 四天主合 体枝!」 - Sakuretsu! Ajihe no Kōkishin! Shitennou no Gattai Waza!! | 15 settembre 2013 |         |
| 121 | La curiosità di scoprire il sapore del corpo centrale riesce a ridare una fievole energia ai quattro Sovrani Celesti, ma hanno poco tempo, visto che l'incessante pioggia verde continua a cadere da oltre un'ora. Toriko decide di utilizzare un tecnica combinata, insegnata da Ichiryiu che provavano fin da quando erano piccoli per infliggere il colpo finale. Mentre Terry, Quin, e Coco attaccano il corpo centrale per guadagnare tempo Toriko, Zebra, Sunny e Coco concentrano tutto il loro appetito primordiale formando una sfera di energia devastante: lo OuShoku Bansan. |                   |         |
| 122 | Tecnica segreta "Oushoku Bansan" 「奥義 "王食晩餐"」 - Ōgi "Ōshoku Bansan" | 22 settembre 2013 |         |
| 122 | L'energia dell'appetito inizia a divorare il corpo centrale che cerca invano di divincolarsi, nel frattempo le nuvole di pioggia verde si diradano lasciando spazio al sole. L'umanità è stata salvata e la gioia si sparge tra la folla e gli chef. Intanto Teppei ha raggiunto un uomo sospetto. Komatsu e Rin si riuniscono con Sunny, Coco, Zebra e Toriko e scoprono che una parte dello OuShoku Bansan ha salvato le persone divorate dal corpo centrale, la cui carne cade al suolo assieme ai sopravvissuti. Gli chef cucinano la carne e tutta la popolazione della Città del Buongusto mangia in compagnia e in pace. |                   |         |
| 123 | L'imminente festival - La contorsione dei "Ragazzi Pericolosi" 「来るべき祭典 うごめく“ヤバイ奴ら」 - Kitaru Beki Saiten Ugomeku "Yabai Yatsura | 29 settembre 2013 |         |
| 123 | Mentre la festa continua, Teppei si risveglia nel continente Life tormentato dai pensieri riguardanti quella strana creatura incontrata prima ed è preoccupato che la scomparsa di un famoso Rigeneratore Alimentare, Mohyanshaishai, abbia qualcosa a che fare con essa. Toriko si reca in un luogo isolato per testare il suo nuovo livello di forza, ma viene interrotto dall'arrivo di Johannes, che lo informa che in occasione del Festival Culinario, un evento colossale che si svolge ogni 4 anni sulla Cooking Island, deve reperire un ingrediente particolare. Intanto Komatsu viene informato dal G7 di essere stato invitato a partecipare al Festival Culinario. Nel frattempo Ichiryu, nel Mondo del Buongusto si prepara a cucinare l'insalata Air. |                   |         |
| 124 | Toriko vs il mostro del Mondo del Buongusto "Mon Planc" 「トリコVSグルメ界の怪物"モンプラン」 - Toriko VS Gurume-kai no Kaibutsu "Monpuran | 6 ottobre 2013    |         |
| 124 | Toriko e Komatsu si recano nuovamente dopo tanto tempo all'Arcipelago Barone. Qui incontrano Takimaru e Aimaru che scoprono avere il loro stesso obbiettivo: cacciare le bestie-pianta tipiche del Mondo del Buongusto che sono cresciute nel Mondo Umano grazie ai semi portati dalle Quattro Bestie. I quattro, giunti nel territorio delle bestie-pianta, vengono attaccati dai rampicanti, ma Toriko che sembra aver acquisito ancora più forza dopo il combattimento con le Quattro Bestie rivela il vero corpo spinose delle piante, chiamato Mon Planc, con un Pugno Chiodato x50 di enorme potenza. Anche gli altri Re Celestiali sono tornati in luoghi familiari. Zebra alla Piramide del Buongusto, Coco al Casinò del Buongusto, dove Match lo informa che il re d Jidar è ancora scomparso e Sunny alle Cascate della Morte assieme al Re dell'olio Wabutora per recuperare l'olio in cui il Gourami splendente nuota. |                   |         |
| 125 | La nuova tecnica di Toriko "Nail Gun"!! 「トリコ新技"ネイルガン"!!」 - Toriko Shinwaza "Neiru Gan"!! | 13 ottobre 2013   |         |
| 125 | Toriko nonostante i potenti colpi inflitti non riesce a perforare interamente la corazza del Mon Planc così ricordandosi tutti i progressi e le avventure fatte con Komatsu fino a quel punto sfodera una nuova tecnica, il Nail Gun; combinando il Fork, il Knife e il Galateo Alimentare. Zebra protegge con uno scudo vocale la Piramide del Buongusto che viene però distrutto dalla stessa creatura misteriosa incontrata da Teppei, preoccupata nel notare l'assenza di qualcosa. Toriko e Komatsu ritornano dalla IGO soltanto con la buccia del Mon Planc, avendo mangiato il resto, e ricevono la visita del numero 1 della classifica mondiale dei cuochi: lo chef Zaus. Intanto nel mondo i più grandi chef si preparano per il Festival. |                   |         |
| 126 | Un grande tumulto inevitabile!? Si alza il sipario sul Festival della Cucina!! 「大波乱必至!?クッキングフェス開幕!」 - Dai Haran hisshi!? Kukkingufesu Kaimaku!! | 20 ottobre 2013   |         |
| 126 | Il Festival Culinario è ormai iniziato e Toriko, Komatsu e gli altri Sovrani Celesti si recano alla Cooking Island assieme ad altre milioni di persone che li ringraziano calorosamente. La maggior parte delle persone si riversano nel Cooking Stadium dove a breve avrà luogo la battaglia tra chef per assegnare il titolo di SuperCook che in 200 anni solo 5 chef hanno vinto più di tutti. I 100 chef della classifica mondiale fanno il loro ingresso nello stadio sotto lo guardo dei personaggi più influenti del mondo, ma non sono gli unici a essersi preparati all'evento. |                   |         |
| 127 | Komatsu in difficoltà!? Il triathlon culinario! 「小松ピンチ!? トライアスロンクッキング!」 - Komatsu Pin Chi!? Toraiasuron Kukkingu! | 27 ottobre 2013   |         |
| 127 | Komatsu fa la conoscenza di diversi chef di alto livello mentre Zaus e Sentsuno si lanciano una sfida per vedere chi sarà il migliore. Inizia la prima prova, il Triathlon Culinario. La prova di resistenza consiste in un triathlon attraverso l'intera isola per recuperare gli ingredienti e poi la preparazione di un piatto una volta tornati nel Cooking Stadium, dove i peggiori 50 verranno eliminati. Komatsu si trova in difficoltà fin da subito non riuscendo a nuotare velocemente. Zebra cerca di aiutarlo, ma il piccolo chef rifiuta, decidendo di combattere in modo onesto e con le sue sole forze. |                   |         |
| 128 | La leggenda culinaria incontra Brunch il tengu!! 「伝説の料理人 天狗のブランチ, 見参!!」 - Densetsu no Ryōrijin Tengu no Buranchi, Kenzan!! | 3 novembre 2013   |         |
| 128 | Komatsu finisce subito in ultima posizione e alcuni chef tra cui Wabutora, Zaus E Setsuno hanno già terminato la fase a nuoto e iniziano a la scelta degli ingredienti. Intanto l'arena viene informata che un ultimo chef è appena entrato a far parte della gara: il 3º classificato nella classifica mondiale e con la peggiore reputazione, Tengu Brunch. Il leggendario cuoco raggiunge in pochi secondi Komatsu il quale è ora nella fase della selezione degli ingredienti. Sono rimasti solo ingredienti di bassa qualità, ma a Komatsu non importa. Tengu Brunch colpito dalla suo amore verso il cibo decido di aiutarlo a trasportare tutti gli ingredienti rimasti. |                   |         |
| 129 | Subdolo! Devastante! Brunch, avanti tutta!! 「ド卑劣! 爆走! ブランチ, ごぼぅ抜き!!」 - Do hiretsu! Bakusō! Buranchi, gobō nuki!! | 10 novembre 2013  |         |
| 129 | Inizia la fase in bicicletta alla quale succederà la fase in cui ogni chef potrà prendere gli strumenti da cucina preferiti. Gli chef in testa al gruppo proseguono spediti superando gli ostacoli con facilità e mostrando le proprie abilità. Komatsu, trainato da Tengu Brunch, riesce a raggiungere la testa del gruppo, composta da Sestuno, Zaus e Yuda, e addirittura a superarli e vincere la parte fisica. Essendo il vincitore ottiene il diritto di cucinare per primo, ma sorprendentemente nella fase della selezione degli strumenti non ha scelto il suo coltello Melk. |                   |         |
| 130 | Vita o morte, scala la morte culinaria!! 「生きるか死ぬか天秤デスクッキング!!」 - Ikiru Ka Shinu Ka Tenbin Desu Kukkingu!! | 17 novembre 2013  |         |
| 130 | Komatsu spiega di non aver scelto il suo coltello Melk perché ha intenzione di essere giudicato solo per le sue abilità. Come piatto decide di utilizzare gli ingredienti che gli altri chef avevano scartato e riesce a cucinare con molta disinvoltura un piatto squisito accendendo così alla seconda fase; la Bilancia della Morte. Komatsu e Wabutora si sfidano sui piatti della bilancia contenenti gli stessi ingredienti in modo tale da equilibrare il peso. Mano a mano che gli ingredienti verranno utilizzati il peso cambierà e lo chef più lento scenderà pericolosamente verso il fuoco scaldando l'ambiente. Wabutora prepara i piatti molto velocemente facendo scendere Komatsu, il quale sfruttando la situazione e l'esperienza maturata con Toriko cucina degli enormi hamburger direttamente sul piatto della bilancia. Il piatto di Komastu riceve enorme approvazione dal pubblico e vince la sfida della Bilancia. |                   |         |
| 131 | Qual è la combo più forte? L'intera isola culinaria!! 「最強コンビはだれだ?島を丸ごとクッ キング!!」 - Saikyō Konbi Wa Dareda? Shima o Marugoto Kukkingu!! | 24 novembre 2013  |         |
| 131 | Komatsu accede al terzo round: ogni cuoco in coppia ad un partner deve cucinare dei piatti utilizzando tutti gli ingredienti presenti su un'intera isola. Komatsu e Toriko scelgono l'isola Gourmet, Sestuno l'Isola Fanciulla, Coco e Tairan l'isola Velenosa, Tengu Brunch e Zebra l'Isola Gigante, Yuda e Sani l'Isola Medicinale e Zaus cattura un Calamaro Gigante. Mentre alcuni chef hanno già iniziato a cucinare, Tengu Brunch e Zebra non vanno d'accordo e Komatsu e Toriko si trovano in difficoltà dato che ogni ingrediente prelevato dalla loro isola ricresce all'istante. Decidono quindi di catturare un ingrediente che possa contenere tutti i nutrienti dell'isola contenuti nell'acqua del mare, cioè le ostriche. Vengono però improvvisamente attaccati da un'ostrica gigante grande quanto isola che viene sconfitta e cucinata. Komatsu supera anche questa fase e il prossimo round sarà contro Zaus. Ma qualcosa di terribile si sta avvicinando a festival. |                   |         |
| 132 | Lo scoppio della guerra! Tutti gli attacchi delle furie! 「開戦! 美食會激烈の 総攻撃!」 - Kaisen! Bishokukai Gekiretsu no Sōkōgeki! | 1º dicembre 2013  |         |
| 132 | Negli spogliatoi Komatsu riceve le congratulazioni dei quattro Re Celestiali e da Nakaume, un suo amico di infanzia venuto apposta per assistere al torneo. Inizia la parte finale del torneo dove gli ultimi 16 cuochi si sfidano per titolo. La sfida consiste nella prova della cucina al buio: i due chef si trovano in una stanza oscura, dove dovranno cucinare gli ingredienti solamente con i propri sensi. Komatsu comincia cercare gli ingredienti, ma viene afferrato da Starjun. Intanto Mansam e Rin vengono attaccati, sulla spiaggia dell'isola, da un'orda di creature malvagie arrivate assieme ai membri della Mafia Alimentare. I Quattro Re Celestiali cercano di attaccare Starjun che si ritrova faccia a faccia con Toriko. |                   |         |
| 133 | Proteggere Komatsu! Toriko VS Starjun 「小松を守れ! トリコ対スタージュン」 - Komatsu o mamore! Starjun tai toriko | 8 dicembre 2013   |         |
| 133 | Mentre Toriko e Starjun si affrontano al centro dell'arena Coco attacca con il suo veleno le bestie volanti provenienti dal cielo, ma viene interrotto dall'arrivo di Grinparch. Anche Sani viene attaccato da Tommy Rod e tra i due parte la battaglia. Intanto Tengu Brunch, assieme a tutti gli altri chef rimasti si coalizzano per poter affrontare i membri della Mafia Alimentare. |                   |         |
| 134 | Battaglia selvaggia! Il più potente attacco di Toriko!! 「野生の闘い! トリコ, 最強攻撃!!」 - Yasei no Tatakai! Toriko, Saikyō Kōgeki!! | 15 dicembre 2013  |         |
| 134 | Toriko e Starjun si affrontano a suon di pugni mostrando i propri progressi. Toriko colpisce il nemico con una serie di potentissimi attacchi arrivando a rompere la maschera di Starjun. Mansam rimane da solo ad affrontare i Robo G.T perché una volta infuriato sarebbe troppo pericoloso stargli vicino mentre Rin si dirige verso l'arena, ma viene raggiunta da delle creature selvagge affamate. Gli chef rimasti nell'arena combattono contro i membri della Mafia Alimentare eliminandone a decine. |                   |         |
| 135 | La grande resa dei conti! IGO VS Bishokukai 「頂上決戦! IGO VS 美食會」 - Chōjō Kessen! IGO tai Bishokukai | 22 dicembre 2013  |         |
| 135 | Mentre Mansam combatte, ricorda il momento in cui era solo un ladro e incontrò Ichiryu per la prima volta. Da quel momento si unì alla IGO e cercò sempre di mantenere il suo potere sigillato, ma ora nessuno può fermarlo ed è libero si scatenarlo. Nel campo di battaglia giungono anche i Cavalieri del Buongusto e gli uomini di Match con quest'ultimo che affronta Barry Gamon. Elg, capo della 1ª Branchia della Mafia Alimentare, dopo aver sconfitto Aimaru affronta Tengu Brunch. Mentre oscure presenze raggiungono l'arena, Kuriboh viene incaricato da Ichiryu di pedinare il cuoco Kousariou, sospettato di essere una spia della Mafia Alimentare. |                   |         |
| 136 | Un catastrofico Jolly! Il mostro del Gourmet World "Nitro" 「最悪の切り札! グルメ界の怪物 “ニトロ”」 - Saiaku no Kirifuda! Gurume-kai no Kaibutsu “Nitoro” | 5 gennaio 2014    |         |
| 136 | Toriko e Starjun continuano a combattere alla pari e nessuno dei due sembra cedere. Anche Elg non soccombe sotto i potenti attacchi di Tengu Brunch che ora pare in difficoltà. In un momento di distrazione, lo chef Makubee che stava proteggendo Komatsu viene colpito da delle mostruose creature simili a quella incontrata da Toriko nel Vegetable Sky: i Nitro. Il capo dell'armata dei Nitro inizia a catturare i cuochi esausti e gettarli nella bocca della Bestia Gabbia. Yuda e Livebearer affrontano i Nitro, ma vengono sconfitti e tratti in salvo dai Rigeneratori del Buongusto e da Chiriu, che dichiara che la Mafia Alimentare ha giocato anche la carta delle Bestie Schiuma: gigantesche creature in grado di utilizzare il Rispetto del Cibo. |                   |         |
| 137 | Lotta fino alla morte! Coco VS Grinpatch 「死闘！ココVSグリンパーチ」 - Shitō! Koko VS Gurinpāchi | 12 gennaio 2014   |         |
| 137 | Continua il combattimento tra Coco e Grinpatch. Il Vice comandante della Mafia Alimentare dimostra di essere in grado di aspirare gli attacchi di Coco senza problemi. Trovandosi in difficoltà, Coco cambia strategia utilizzando gli attacchi fisici, ma viene a sorpresa ingoiato da Grinpatch. Quella ingoiata si rivela essere una copia creata dallo stesso Coco che gli permette di colpire con il suo Cannon Poison. Nonostante ciò Grinpatch riesce comunque a bloccare il potente attacco ed a rispedirlo al mittente. Il colpo provoca un enorme cratere, al di sotto dell'arena, dove i due si buttano per continuare a combattere. Intanto Komatsu, assieme a Yun corre in aiuto di Toriko. |                   |         |
| 138 | Duello! Sunny VS Tommyrod 「決闘！サニーVSトミーロッド」 - Kettō! Sanī VS Tomīroddo | 19 gennaio 2014   |         |
| 138 | Nell'arena si sta svolgendo un altro duello: quello tra Sunny e Tommy Rod. Sunny riesce a respingere gli insetti di Tommy Rod, ma le Bestie ibride di quest'ultimo sono molto più forti e attaccano il Re Celestiale, tagliandogli una parte dei capelli. Nonostante la fatica, Sunny sfodera il suo attacco più potente il Satan Hairs. Con questo attacco riesce a tagliare un braccio a Tommy Rod, ma a causa dell'incapacità di controllare i capelli nella loro nuova forma abbassa la guardia e viene preso al collo dal braccio tagliato e successivamente colpito da Tommy Rod. Nel frattempo però Sunny ha imparato a controllarne i movimenti. |                   |         |
| 139 | È ora di concludere! La potenza definitiva di Sunny!! 「決着の時! サニ一, 最後の力!!」 - Ketchaku no Toki! Sani, Saigo no Chikara!! | 26 gennaio 2014   |         |
| 139 | Sunny è ora in grado di controllare i nervi di Tommy Rod e questo gli permette di infliggergli il colpo finale per poi assorbirlo sotto forma di nutrimento per i suoi capelli demoniaci. Elg rivela di essere uno chef immortale dato che la parte inferiore del suo corpo apparteneva al Re Cavallo Heraku, un cavallo immortale del Mondo del Buongusto. Tengu Brunch lo colpisce con i suoi colpi fulminanti riducendolo in briciole, ma ogni frammento rigenera un nuovo corpo. Tengu Brunch colpisce Elg con una serie di attacchi che si rivelano inefficaci dato che Elg ha aumentato la sua resistenza elettrica. Tengu Brunch giunge al limite delle forze, ma riesce a utilizzare il suo colpo finale elettrizzando tutti i corpi di Elg. Le cellule del malvagio membro della Mafia del Buongusto smettono di rigenerarsi sottoposte alla carica elettrica infinita rivelando il suo vero corpo bicentenario, prima di volatizzarsi sotto forma di cenere. Nel frattempo Nakaume raggiunge Kuriboh il quale rivela di essere lui stesso una spia facente parte di un gruppo di infiltrati, chiamato Neo, composto anche da Kousairou, il Colonnello Mokkoi, Darnil Khan (il re scomparso di Jidar), Mahama Moi e anche Zaus. |                   |         |
| 140 | Contrattacco! Zebra si muove!! 「逆襲！ゼブラ始動!!」 - Gyakushū! Zebura Shidō!! | 2 febbraio 2014   |         |
| 140 | Gli chef rimasti non riescono più a resistere agli attacchi dei Nitro, ma fa il suo ingresso Zebra, che li affronta di persona. Zebra si libera con facilità dei Nitro con una Sound Bazooka di enormi proporzioni. Intanto Setsuno sta combattendo con Chiyo, ma viene interrotta dall'arrivo dei membri della Neo. Setsuno è abbastanza stupita di vedere Zaus dalla parte dei cattivi e del numero di cicatrice sul suo volto, supponendo che siano state inflitte dello chef oscuro Joa; colui che partecipò alla 1ª edizione del Festival Culinario, ma a causa del suo comportamento scorretto di fronte alle regole venne bandito dal mondo della cucina. Komatsu raggiunge finalmente Toriko trovandolo senza forze e sconfitto; Mansam continua disintegrare i Robo G.T, ma viene colpito alle spalle da Shige. |                   |         |
| 141 | Il contrattacco di Toriko! Routine finale!! 「トリコ, 反撃! ｱﾙﾃｨﾒｯﾄﾙｰﾃｨｰﾝ!!」 - Toriko, Hangeki! Arutimetto Rūtīn!! | 9 febbraio 2014   |         |
| 141 | Komatsu vedendo la scena che ha di fronte, ricorda tutti momenti belli passati con il Re Celestiale e inizia a chiamare a squarciagola Toriko che sentendo la voce del suo partner riesce a rialzarsi e continuare a combattere intenzionato a superare i propri limiti. Toriko è deciso ad utilizzare la Routine Definitiva: il più grande insegnamento ricevuto da Aimaru. Grazie a questa tecnica è in grado di potenziare la forza di un attacco, immaginando come potrebbe essere attraverso un'impressione e poi realizzarlo con una totale fiducia in sé stesso. La battaglia tra i due ricomincia, ma ora ad un livello superiore. |                   |         |
| 142 | Il nemico più potente della storia! Appare "Joa"!! 「史上最大の敵！“ジョア”出現!!」 | 16 febbraio 2014  |         |
| 142 | Il combattimento tra Toriko e Starjun continua senza sosta dato che quest'ultimo sfodera anche la sua spada fiammeggiante costruita con un Coltello Bruciatore in grado di tagliare e cuocere allo stesso momento. All'improvviso tutti si fermano di fronte all'arrivo di Joa, capo della Neo, accompagnato da Teppei. Il primo ad attaccarlo è Zebra, ma viene fermato da Teppei, che ormai è stato trasformato dal potere di Joa. Il malvagio nemico riesce anche a fermare due Nitro colpendoli con il coltello Cinderella, il leggendario coltello appartenuto al Dio Chef Frohze. Joa colpisce Setsuno, con un colpo che taglia tutta l'isola, ma l'anziana cuoca riesce in parte a parare il colpo con il suo coltello personale. Joa con una tecnica oscura risveglia i Nitro, precedentemente sconfitti da Zebra che attacco Setsuno. A sorpresa giunge in soccorso il Maestro del Knocking Jirou. |                   |         |
| 143 | Shock! La vera identità del genio "Joa"!! 「驚愕！黒幕“ジョア”の正体!!」 - Kyōgaku! Kuromaku "Joa" no Shōtai!! | 23 febbraio 2014  |         |
| 143 | Nelle Isole Disperse ha inizio il combattimento tra Ichiryu e Midora, il capo della Mafia Alimentare. Jirou con un solo Knocking ferma la rotazione terrestre, bloccando chiunque sull'isola a parte Joa che a questo punto mostra la sua vera identità, rivelando di essere proprio Frohze; lo chef che fece da partner ad Acacia. Jirou è convinto che Frohze abbia moltiplicato la sua forza mangiando il Full Course di Acacia, ma Setsuno crede che non sia lei visto che Frohze in passato era morta. Jirou cerca di proteggere Sestuno dagli attacchi di Frohze e giungono in aiuto Starjun e Toriko. |                   |         |
| 144 | L'inizio della fine! Toriko VS "Joa"!! 「終わりの始まり！トリコVSジョア!!」 - Owari no Hajimari! Toriko VS Joa!! | 2 marzo 2014      |         |
| 144 | Toriko e Starjun cercano invano di colpire Joa. Midora ricorda il suo passato. Del momento in cui da ragazzo rischio di morire a causa della scarsità del cibo, di quando conobbe Frohze e si unì ai discepoli di Acacia: Jirou e Ichiryu, di quando, all'apparizione del God, Acacia e Frohze partirono per ottenerlo, ma quest'ultima, nel tentativo di cucinarlo rimase gravemente ferita, di quando cercò di recuperare l'Acqua Divina, protetta dal Drago Derous, necessaria per la cura e di quando Frohze utilizzò per l'ultima volta la God Cooking per guarire le sue ferite, sacrificando tutta la sua energia vitale. Midora uscì distrutto da quel momento e promise ad Acacia che sarebbe vissuto a lungo per Frohze. Joa cerca di rapire Komatsu, ma viene fermata dall'arrivo degli altri Re Celestiali, Zebra, Coco e Sunny. |                   |         |
| 145 | Un attacco per tornare ad aver speranza! I Quattro Sovrani del Cielo, tecnica finale!! 「起死回生の一撃！四天王、究極技!!」 - Kishikaisei no Ichigeki! Shitennō, Kyūkyoku Waza!! | 16 marzo 2014     |         |
| 145 | Teppei e Jirou iniziano a combattere un duello a suon di Knocking. Coco riconosce Joa come lo chef oscuro che rischiarono di incontrare nel regno di Jidar e che se fosse successo a questo punto non sarebbero lì. I quattro attaccano Joa con una serie di attacchi combinati che vengono tutti facilmente neutralizzati. Neanche l'attacco più forte di Starjun riesce a ferirla. Quando Joa offre a Komatsu di diventare membro della Neo egli rifiuta desideroso di continuare a viaggiare e cucinare il God assieme a Toriko e fermare le persone malvagie che vogliono utilizzare la cucina come strumento di morte. I quattro Re Celestiali si preparano a scagliare la loro tecnica definita, la stessa utilizzata contro il corpo centrale delle Quattro Bestie. |                   |         |
| 146 | Possa il grido di Komatsu raggiungerlo! Il risveglio di Toriko!! 「届け，小松の叫び！ トリコ覚醒!」 - Todoke, Komatsu no Sakebi! Toriko Kakusei!! | 23 marzo 2014     |         |
| 146 | Neanche l'ultima tecnica va a segno e i quattro vengono sconfitti. Di fronte a quella che potrebbe essere la fine le Cellule del Buongusto di Toriko si manifestano fisicamente trasformandolo del demone del suo vigore in grado di divorare qualsiasi cosa per placare il suo appetito selvaggio. Ascoltando le urla di Komatsu, Toriko ottiene la forza di controllare il suo demone modificando il suo corpo a sua immagine per poter fronteggiare alla pari Joa. Anche Joa risveglia il suo demone. Intanto Ichiryu colpisce Midora con la sua tecnica più forte, ma viene assorbita dal capo della Mafia Alimentare e rispedita al Presidente della IGO con devastante potenza sconfiggendolo, ma Midora non trova il coraggio di finire colui che ha amato come la propria famiglia. l'enorme potenza dell'attacco si riversa sulla Terra sotto forma di meteoriti. |                   |         |
| 147 | Toriko e Komatsu, si parte per un nuovo viaggio!! 「トリコと小松 新たな旅の出発!!」 - Toriko to Komatsu, Arata na Tabi no Shuppatsu!! | 30 marzo 2014     |         |
| 147 | Ha inizio il combattimento epocale tra Joa e Toriko in forma demoniaca. Toriko mostra tutto il suo potere composto dalle vite degli ingredienti mangiati fino ad ora. Toriko rende grazie a tutti gli ingredienti cucinati nel corso del suo viaggio da Komatsu, ottenendo un Pugno Chiodato illimitato superando anche la God Cooking e sconfiggendo Joa. Dopo la fuga della Neo gli chef rimasti collaborano per fermare la discesa delle meteoriti sulla Cooking Island. Starjun lascia il campo di battaglia dando appuntamento a Toriko nel Mondo del Buongusto. Mentre Mansam viene medicato si presenta anche Midora portando con se Ichiryu. Nonostante una iniziale esitazione di Midora i due decidono di mangiare la zuppa di Komatsu allo stesso tavolo con Toriko e gli altri. Midora riconoscendo nel gesto l'affetto che i discepoli di Acacia provavano per lui, si commuove e parte per il Mondo del Buongusto per sconfiggere la Neo. Tre mesi dopo, il mondo inizia a tornare alla normalità: l'isola viene ricostruita e gli chef donano il cibo ai feriti. Toriko è convinto che Joa si ancora viva e che un giorno lo rincontreranno, ma assieme a Komatsu, Coco, Sunny e Zebra si lancia nel Mondo del Buongusto alla ricerca di nuovi e deliziosi ingredienti per continuare il suo viaggio alla ricerca del fantomatico God. |                   |         |

## DVD
Gli episodi di Toriko sono stati pubblicati per il mercato home video nipponico in edizione DVD, tre per disco tranne il primo e l'ultimo, dal 2 agosto 2011 al 2 luglio 2014.
| N° | Data             | Dischi | Episodi          | Extra | Fonte  |
| -- | ---------------- | ------ | ---------------- | ----- | ------ |
| 1  | 2 agosto 2011    | 1      | 1-2              | /     | [ 5 ]  |
| 2  | 2 settembre 2011 | 2      | 3-5; 6-8         | /     | [ 6 ]  |
| 3  | 2 novembre 2011  | 2      | 9-11; 12-14      | /     | [ 7 ]  |
| 4  | 2 dicembre 2011  | 2      | 15-17; 18-20     | /     | [ 8 ]  |
| 5  | 7 gennaio 2012   | 2      | 21-23; 24-26     | /     | [ 9 ]  |
| 6  | 2 marzo 2012     | 2      | 27-29; 30-32     | /     | [ 10 ] |
| 7  | 3 aprile 2012    | 2      | 33-35; 36-38     | /     | [ 11 ] |
| 8  | 2 maggio 2012    | 2      | 39-41; 42-44     | /     | [ 12 ] |
| 9  | 3 luglio 2012    | 2      | 45-47; 48-50     | /     | [ 13 ] |
| 10 | 2 agosto 2012    | 2      | 52-54; 55-57     | /     | [ 15 ] |
| 11 | 4 settembre 2012 | 2      | 58-60; 61-63     | /     | [ 16 ] |
| 12 | 2 novembre 2012  | 2      | 64-66; 67-69     | /     | [ 17 ] |
| 13 | 4 dicembre 2012  | 2      | 70-72; 73-75     | /     | [ 18 ] |
| 14 | 2 febbraio 2013  | 2      | 76-78; 79-81     | /     | [ 19 ] |
| 15 | 2 marzo 2013     | 2      | 82-84; 85-87     | /     | [ 20 ] |
| 16 | 2 maggio 2013    | 2      | 88-90; 91-93     | /     | [ 21 ] |
| 17 | 4 giugno 2013    | 2      | 94-96; 97-100    | /     | [ 23 ] |
| 18 | 3 settembre 2013 | 2      | 101-103; 104-106 | /     | [ 24 ] |
| 19 | 2 ottobre 2013   | 2      | 107-109; 110-112 | /     | [ 25 ] |
| 20 | 3 dicembre 2013  | 2      | 113-115; 116-118 | /     | [ 26 ] |
| 21 | 7 gennaio 2014   | 2      | 119-121; 122-124 | /     | [ 27 ] |
| 22 | 4 marzo 2014     | 2      | 125-127; 128-130 | /     | [ 28 ] |
| 23 | 2 aprile 2014    | 2      | 131-133; 134-136 | /     | [ 29 ] |
| 24 | 3 giugno 2014    | 2      | 137-139; 140-142 | /     | [ 30 ] |
| 25 | 2 luglio 2014    | 2      | 143-145; 146-147 | /     | [ 31 ] |